# XVIII століття
XVIII століття розпочалося 1701, закінчилося 1800 роком.

## Події
- Просвітництво
- Лісабонський землетрус 1755 року
- Поява США
- Кокс як паливо замінив деревину.

## Війни
- Велика Північна війна
- Насильницька депортація українців з Правобережжя на підконтрольну Росії Лівобережну Україну (1711—1712 рр.)
- Російсько-турецькі війни
- Війна за іспанську спадщину
- Війна за польську спадщину 1733—1735
- Війна за австрійську спадщину
- Семирічна війна
- Поділи Речі Посполитої
- Американська революція
- Французька революція

## Політика
Геополітика у Східній Європі
- Поява Російської імперії.
- Зникнення Кримського ханства.
- Втрата Польщею державності.

### Політичні діячі
- Людовик XIV (король Франції)(1638—1715)
- Карл XII (1682—1718)
- Петро I (1672—1725)
- Єлизавета Петрівна (1709-1761)
- Мазепа Іван Степанович (1639—1709)
- Орлик Пилип Степанович(1672—1742)
- Маркіз де Помбал (1699—1782)
- Марія Терезія (1717—1780)
- Маркіза де Помпадур (1721—1764)
- Катерина II (1729—1796)
- Максиміліан Робесп'єр (1758—1794)
- Наполеон Бонапарт (1769—1821)
- Павло I (1754—1801)
- Жорж Жак Дантон (1759—1794)
- Жан-Поль Марат (1743—1793)
- Фрідріх II (король Пруссії) (1712—1786)
- Євгеній Савойський (1663—1736)
- Карл Лотаринзький (1712—1780)
- Людовік XV (1710—1774)
- Людовік XVI (1754—1793)

## Наука

### Науковці
- Антоні ван Левенгук (1632—1723)
- Карл Лінней (1707—1778)
- Ґотфрід Вільгельм Лейбніц (1646—1716)
- Ісаак Ньютон (1643—1727)
- Антуан Лоран Лавуазьє (1743—1794)
- Леонард Ейлер (1707—1783)
- Джозеф Прістлі (1733—1804)
- Генрі Кавендіш (1731—1810)
- Едмонд Галлей (1656—1742)
- П'єр-Симон Лаплас (1749—1827)
- Даніель Бернуллі (1700—1782)
- Луїджі Гальвані (1737—1798)

### Винаходи, відкриття
- Фортепіано, Камертон
- Парова машина
- Пароплав
- Підводний човен
- Штучні зуби
- Гума
- Вимирання (біологія)
- Блискавковідвід
- Апертизація
- Закон збереження маси речовини
- Перша вакцина проти віспи

## Художні течії
- Бароко пізнє
- Рококо
- Шинуазрі
- Просвітництво
- Класицизм

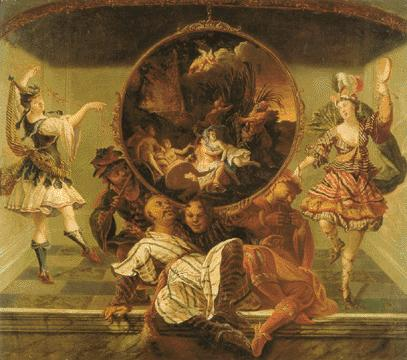
Худ. Жак Дюплессі. "Театральна сцена з картиною «Сатир третирує богиню Діану та її німф», живопис доби рококо.

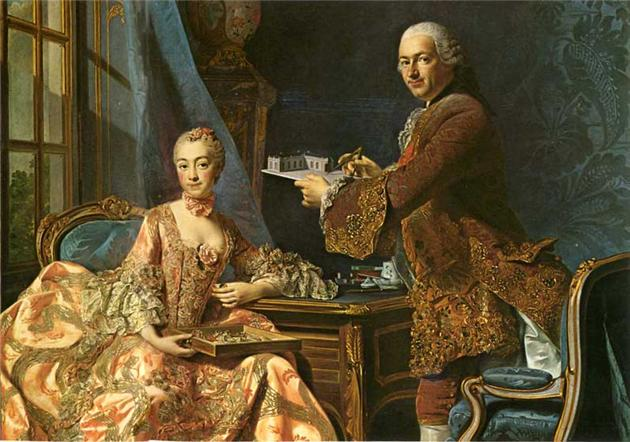
Олександр Рослін. «Портрет архітектора Жана Перроне з дружиною», 1759 р.

- Революційний класицизм тільки у Франції
- Сентименталізм
- Ампір
- Академізм

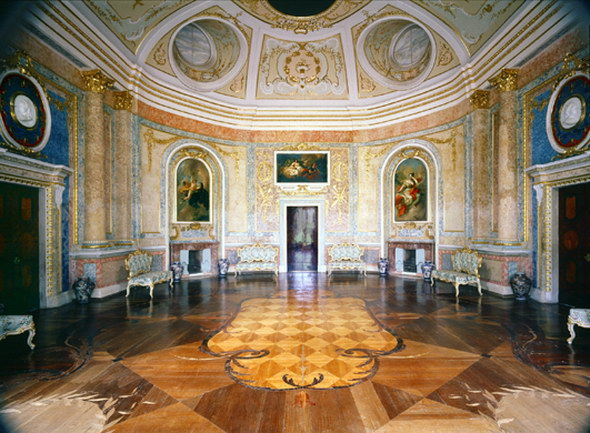
Антоніо Рінальді. Китайський палац (Оранієнбаум), Велика зала.
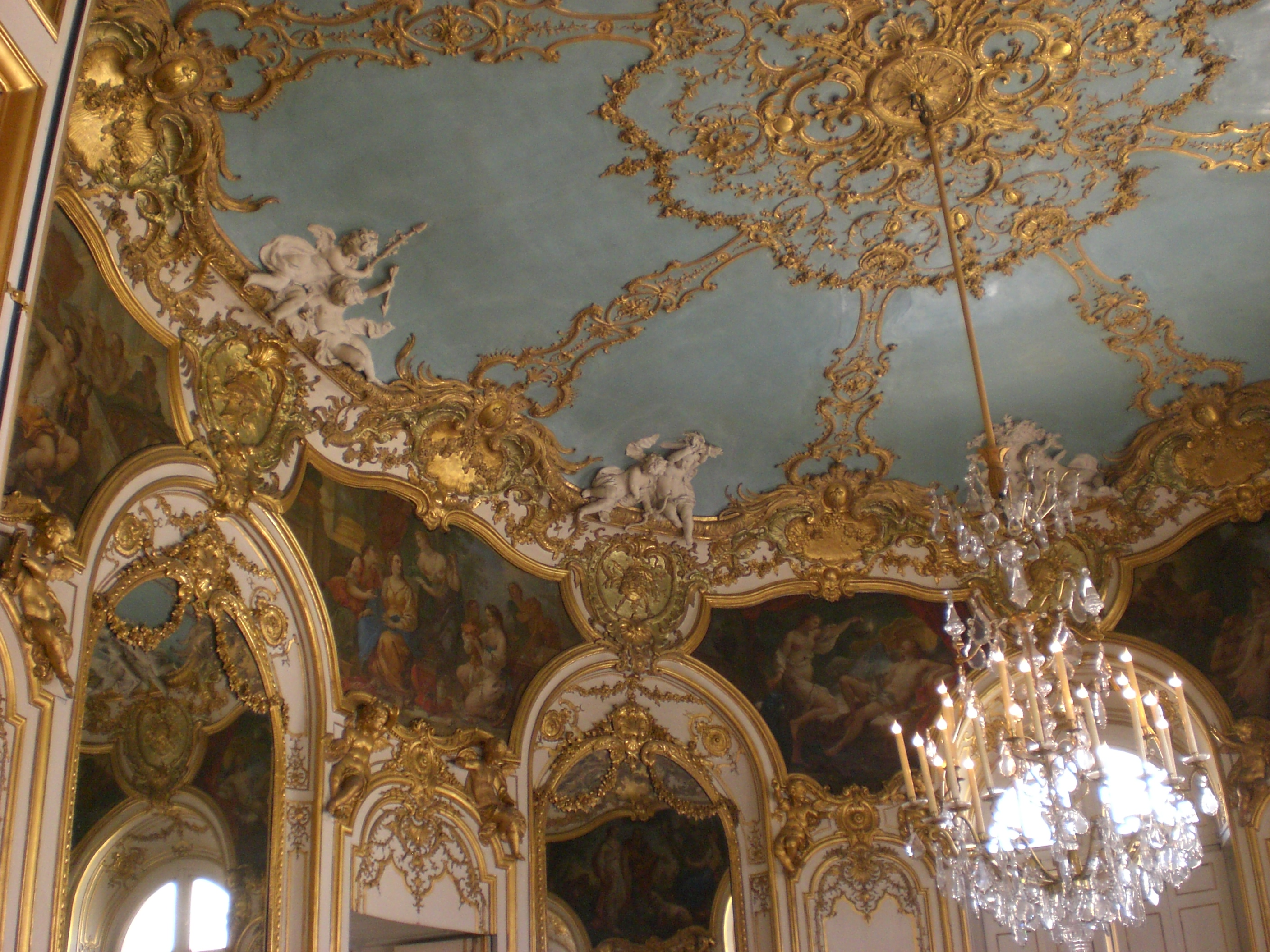
Жермен Бофран, 1737 р., інтер'єр готелю Субіз в Парижі - зразок стилю рококо
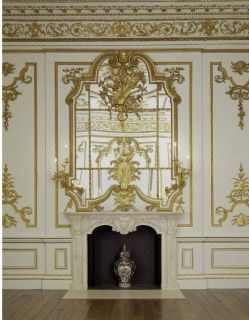
Норфолк Хаус, музичний салон,до  1756 р., Музей Вікторії й Альберта, Лондон
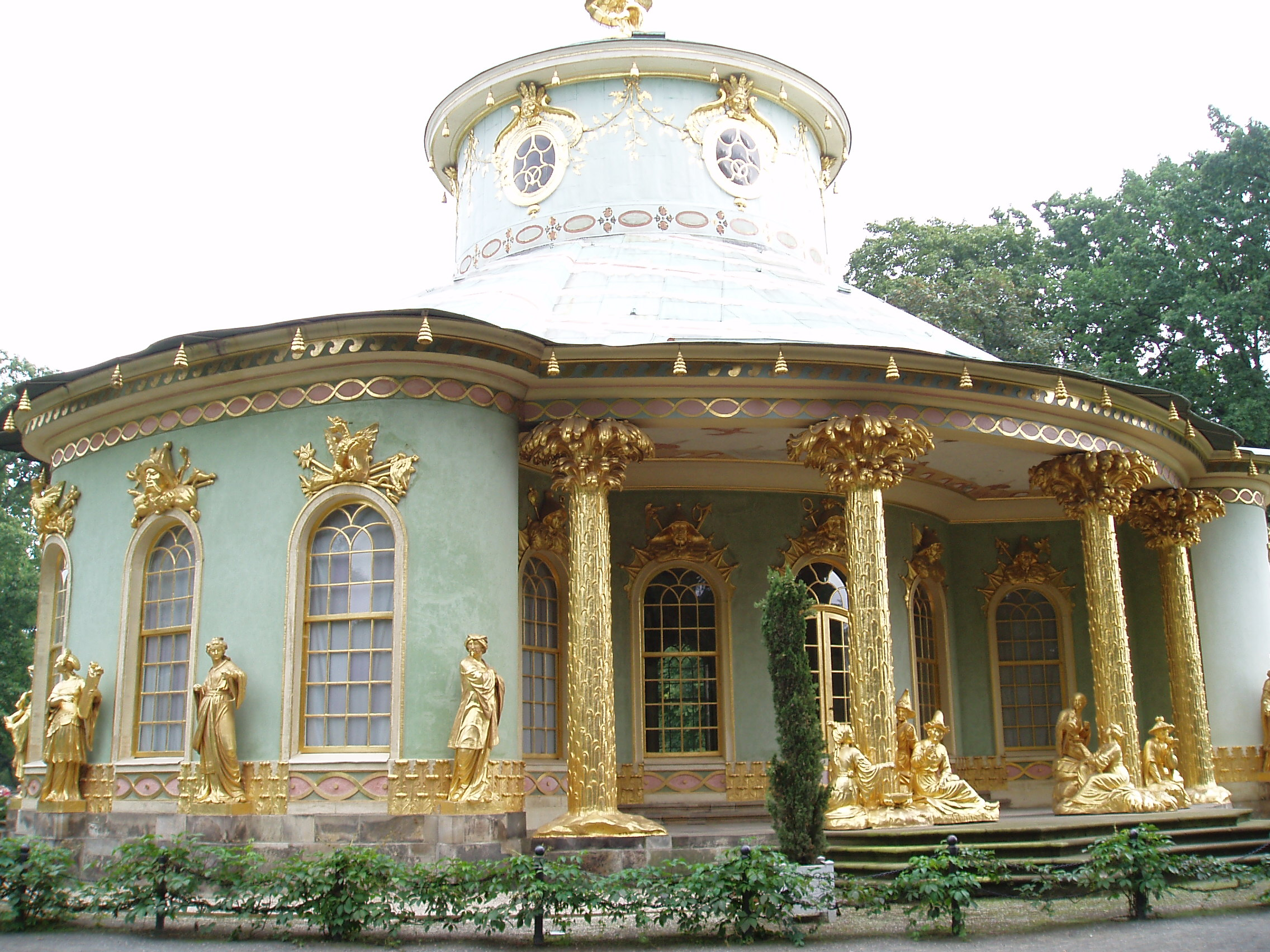
Китайський будиночок, Сан-Сусі. Потсдам, Німеччина
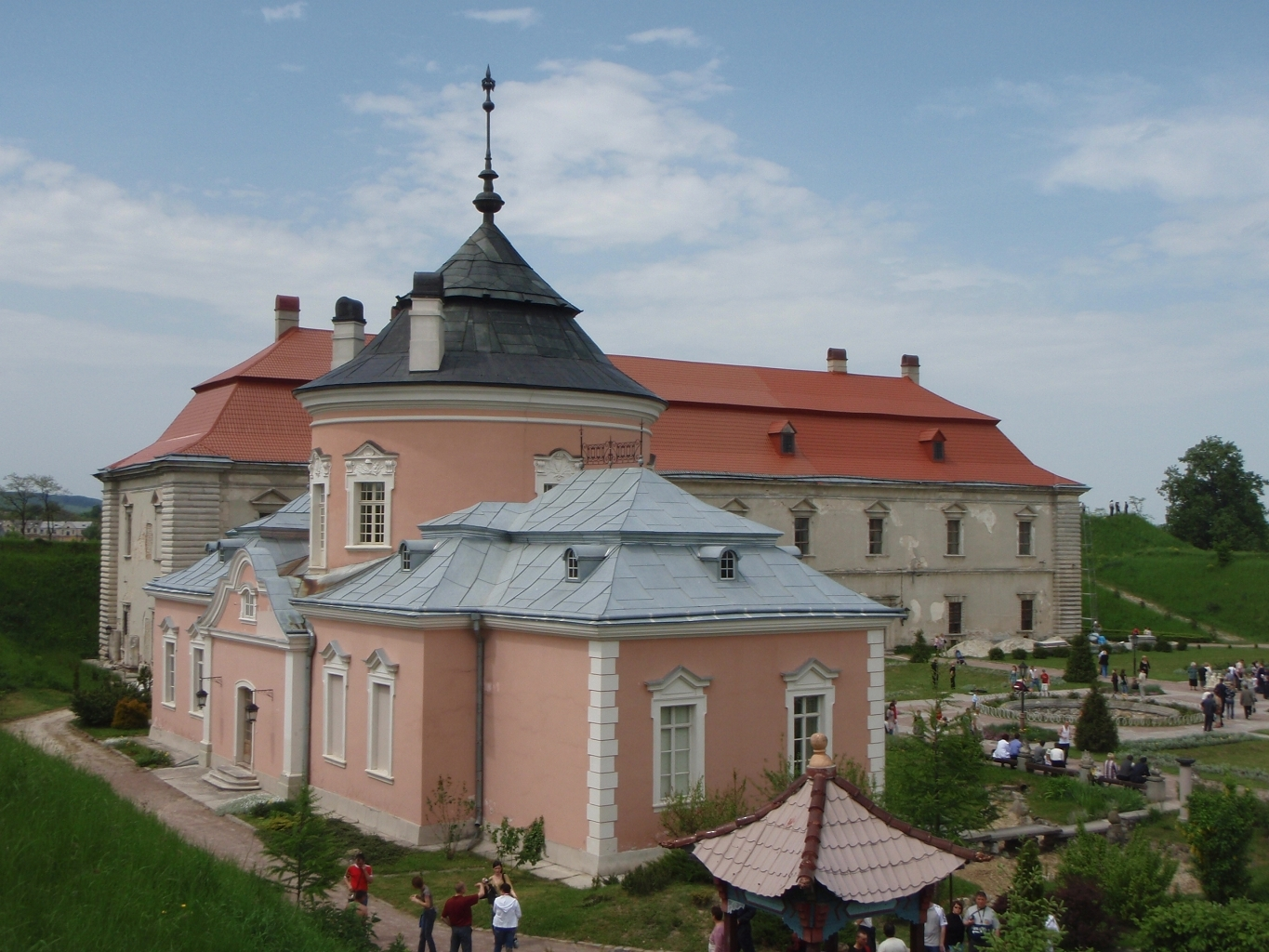
Китайський палац Золочівського замку
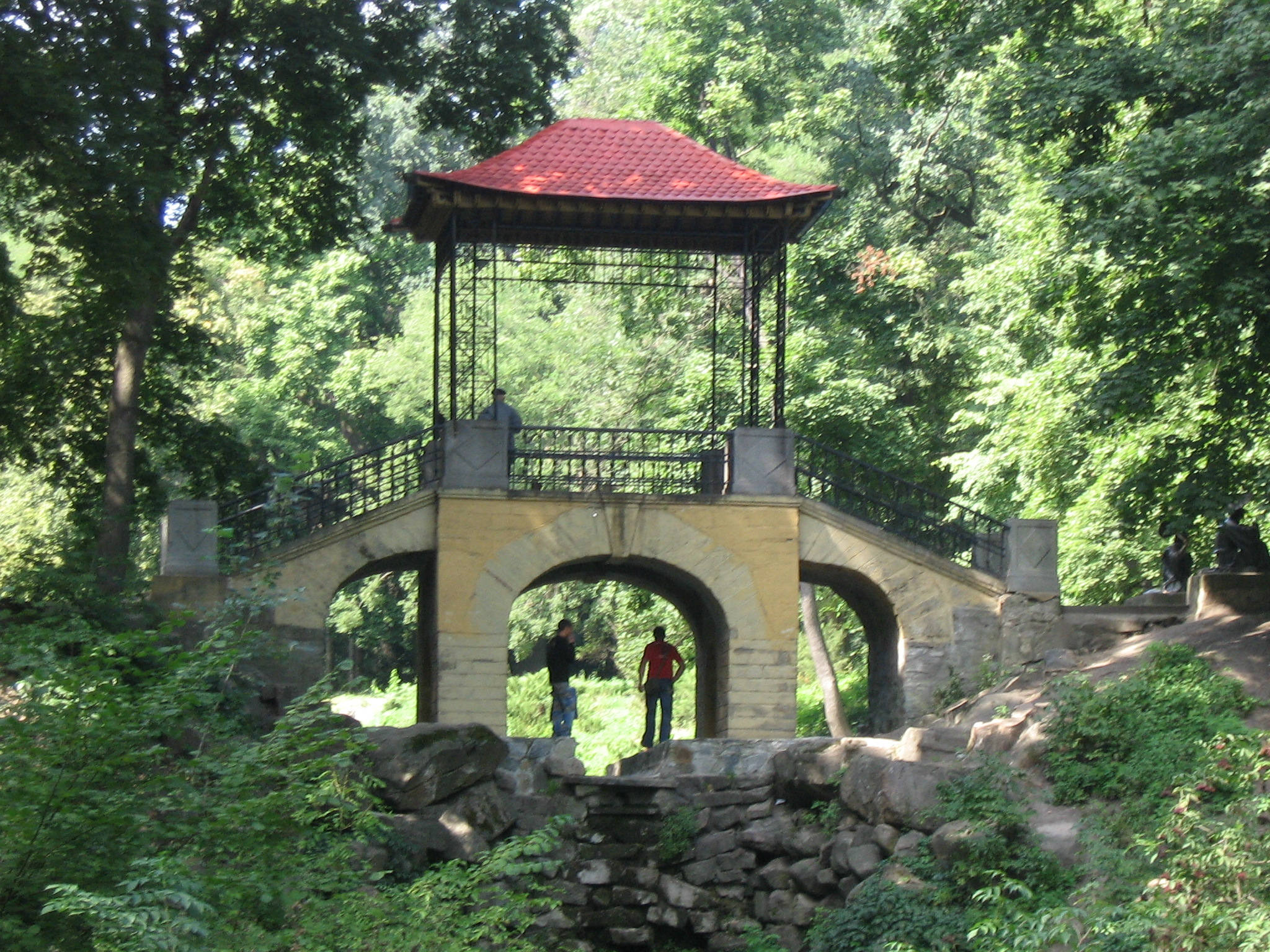
Китайський місток у парку садиби Браницьких «Олександрія» в Білій Церкві
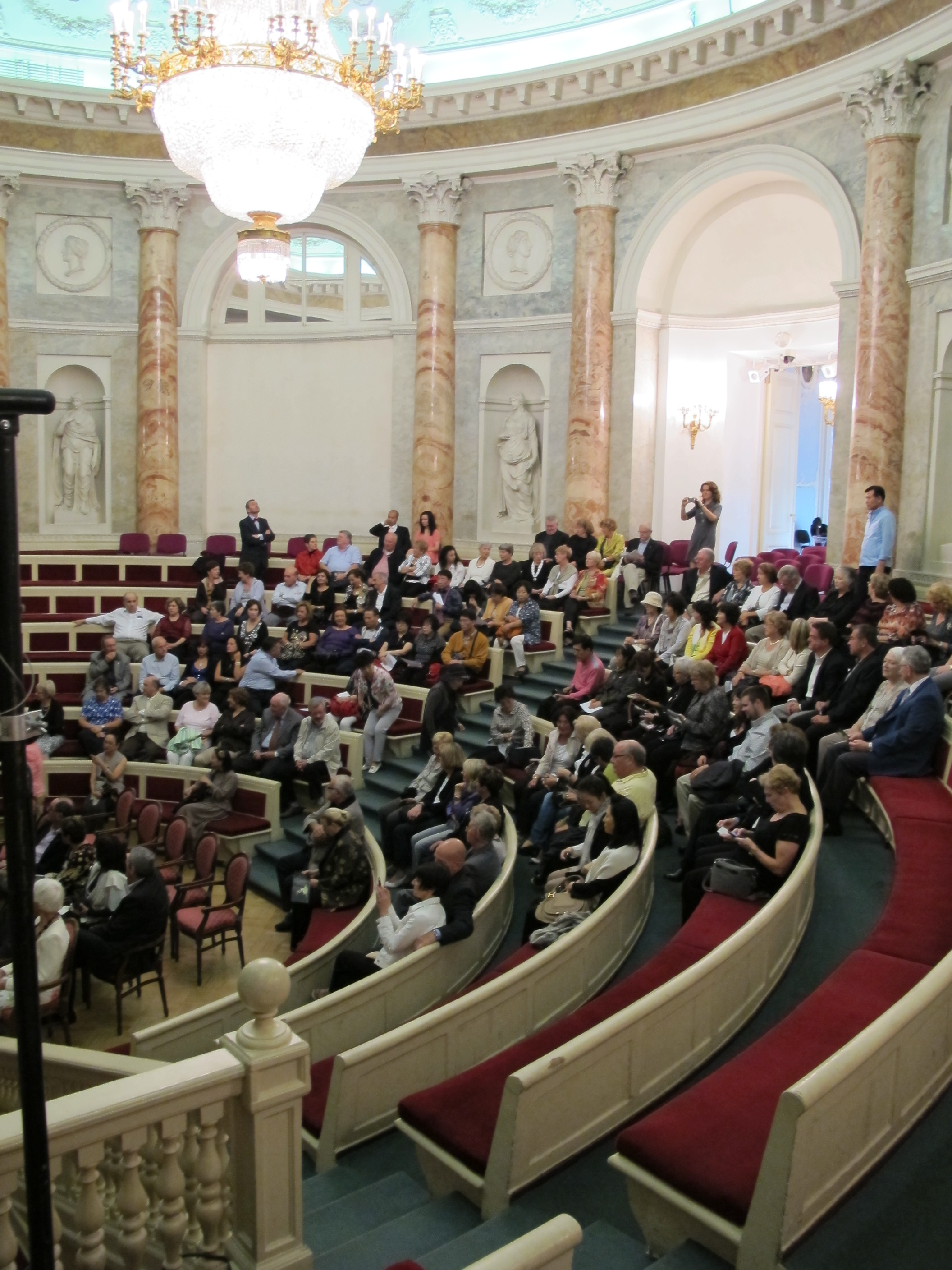
Джакомо Кваренгі. Ермітажний театр, до 1787 р., глядацька зала.
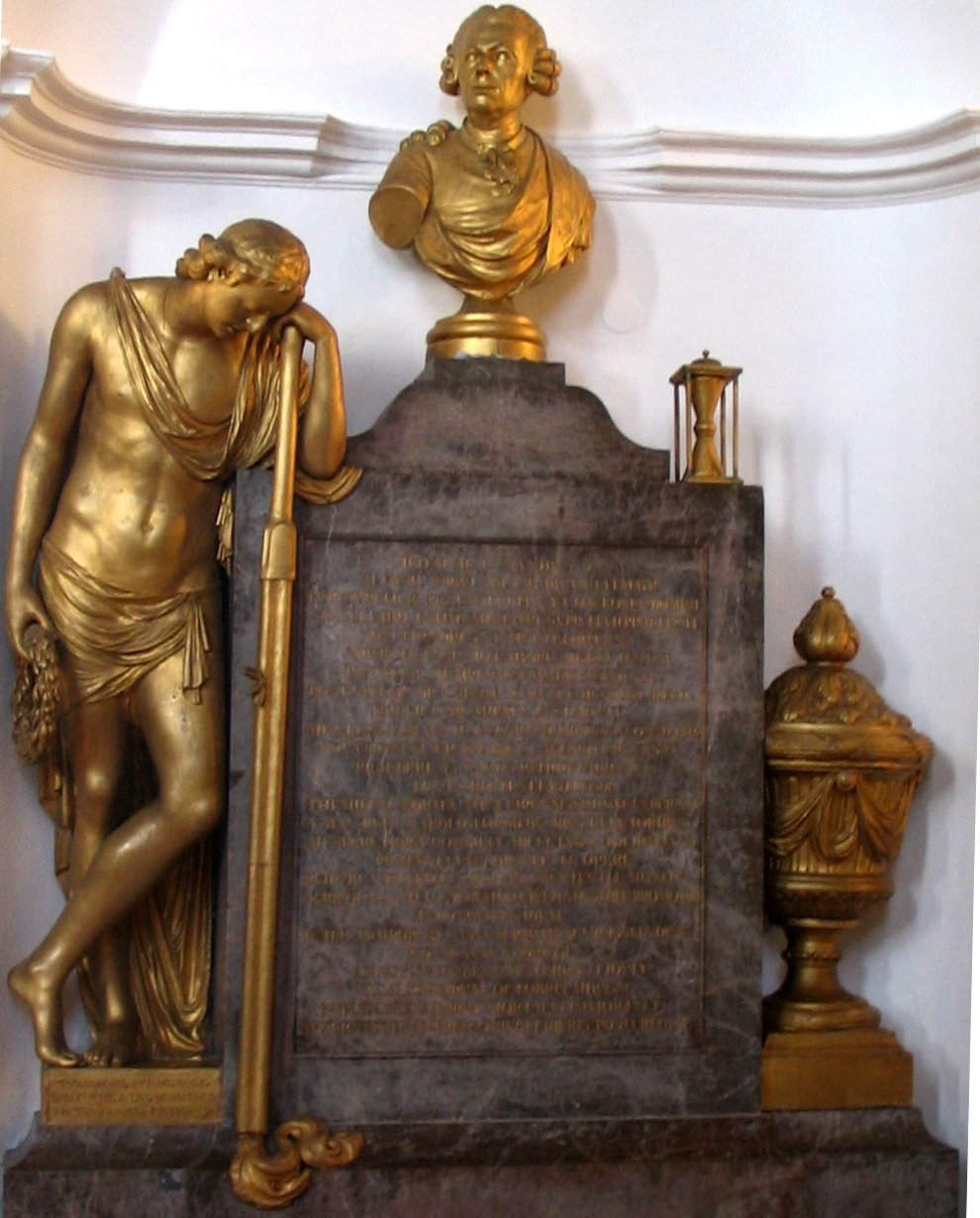
Надгробок Алоізія фон Крейтмайра доби класицизму з епітафією, 1794 р., Баварія.

## Відомі театральні декоратори
- Фердинандо Бібієна (1656—1743)
- Джузеппе Валеріані (1708(?)—1761)
- П'єтро Гонзага (1751—1831)

## Композитори
- Антоніо Вівальді (1678—1741)
- Йоганн Себастьян Бах (1685—1750)
- Нікола Порпора (1686—1766)
- Крістоф Віллібальд Ґлюк (1714—1787)
- Доменіко Скарлатті (1685—1757)
- Йозеф Мислівечек (1737—1781)
- Березовський Максим Созонтович (1745—1777)
- Антоніо Сальєрі (1750—1825)
- Вольфґанґ Амадей Моцарт (1756—1791)
- Йозеф Гайдн (1732—1809)
- Людвіг ван Бетховен (1770—1827)
- Нікколо Паганіні (1782—1840)

## Відомі британські садівники
- Ланселот Браун
- Хамфрі Рептон
- Генрі Хоер
- Діонісій Мак-Клер

## Французькі літератори
- Вольтер
- Дені Дідро
- Поль Анрі Гольбах
- Шарль Луї де Монтеск'є
- Абат Прево
- Еваріст Парні

## Скульптори

### Скульптори Італії
- П'єтро Баратта (1659—1729), Італія
- Джованні Бонацца (1654—1736), Італія
- Джузеппе Торретто (1661—1743), Італія
- Антоніо Ґаі (1686—1769)
- П'єтро Браччі (1700—1773)
- Філіппо делла Валле (1698—1768)
- Джованні Баттіста Маіні (1690—1752)
- Франческо Кабіянка (1666—1737)
- Джованні Джуліані (1664—1744)
- Антоніо Тарсія (1663—1739)
- Джованні Антоніо Кібеі (1706—1784)
- Джованні Марія Морлейтер
- Генрі Моренго
- Джованні Маркіорі
- Бартоломео Кавачеппі (1715—1799)
- Антоніо Канова (1757—1822)

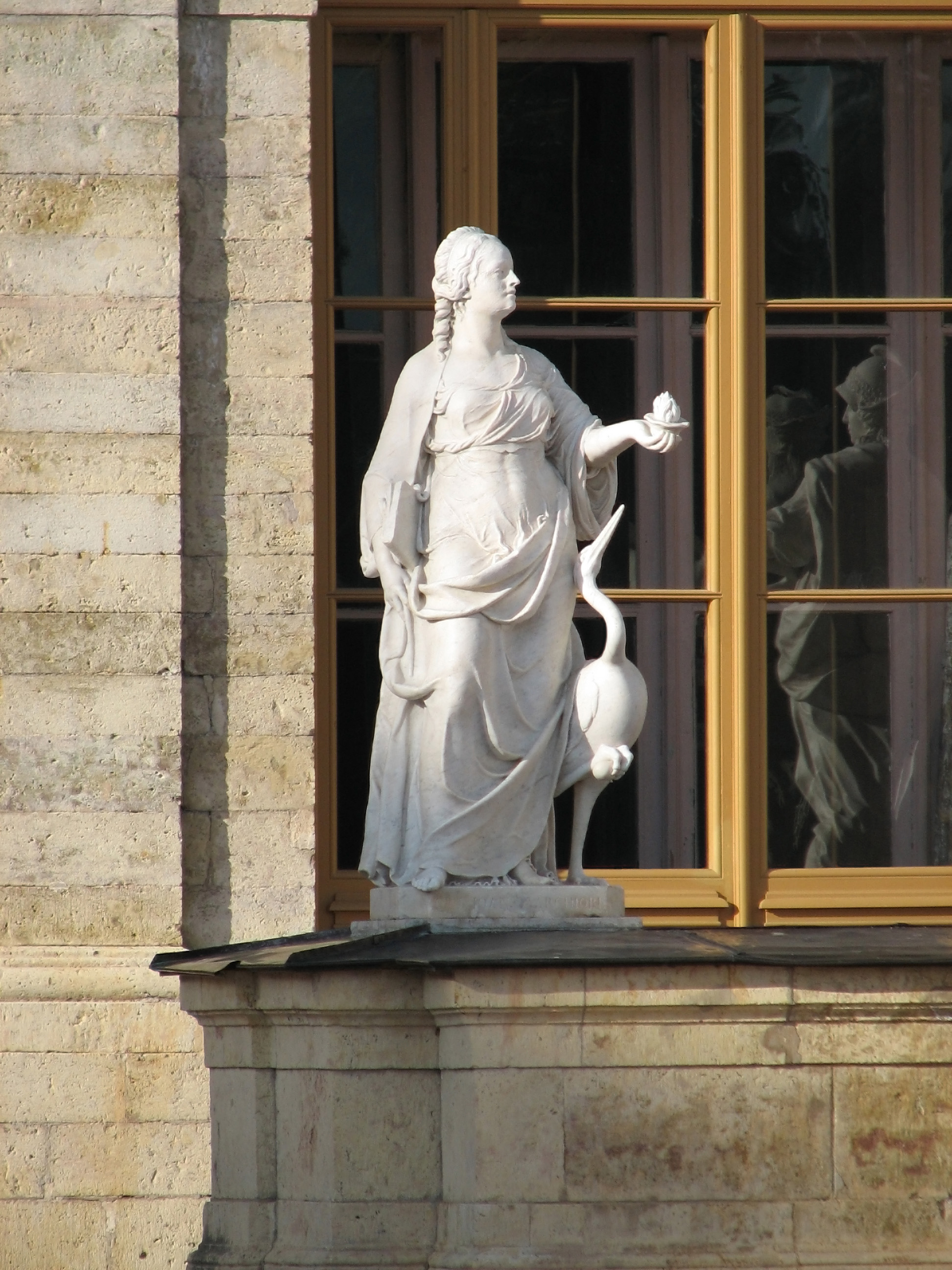
Ск. Джованні Марія Морлейтер. «Алегорія Запобіжності». Великий Гатчинський палац, Росія.
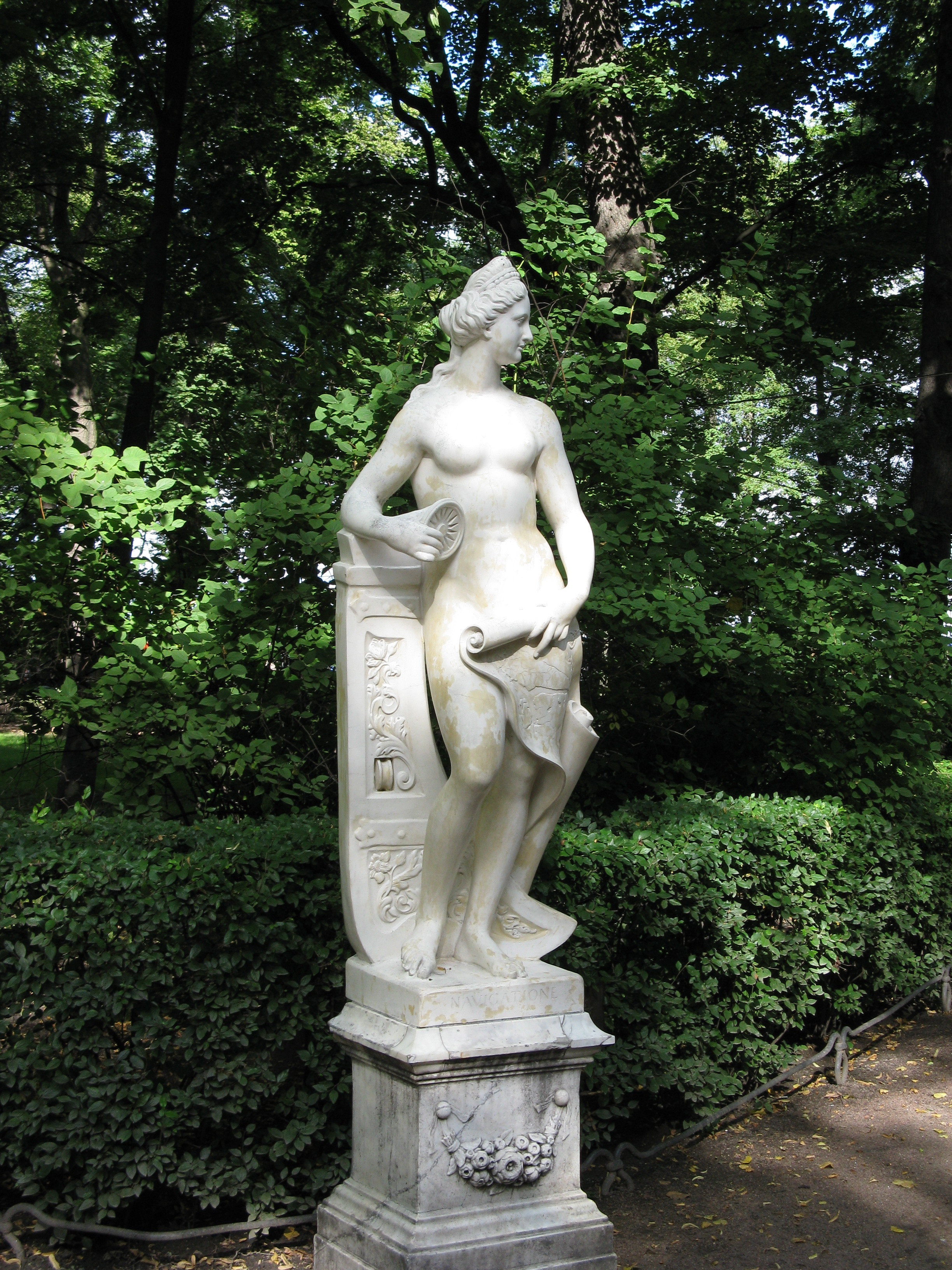
Майстерня П'єтро Баратта. «Алегорія Мореплавства», 1722 р.
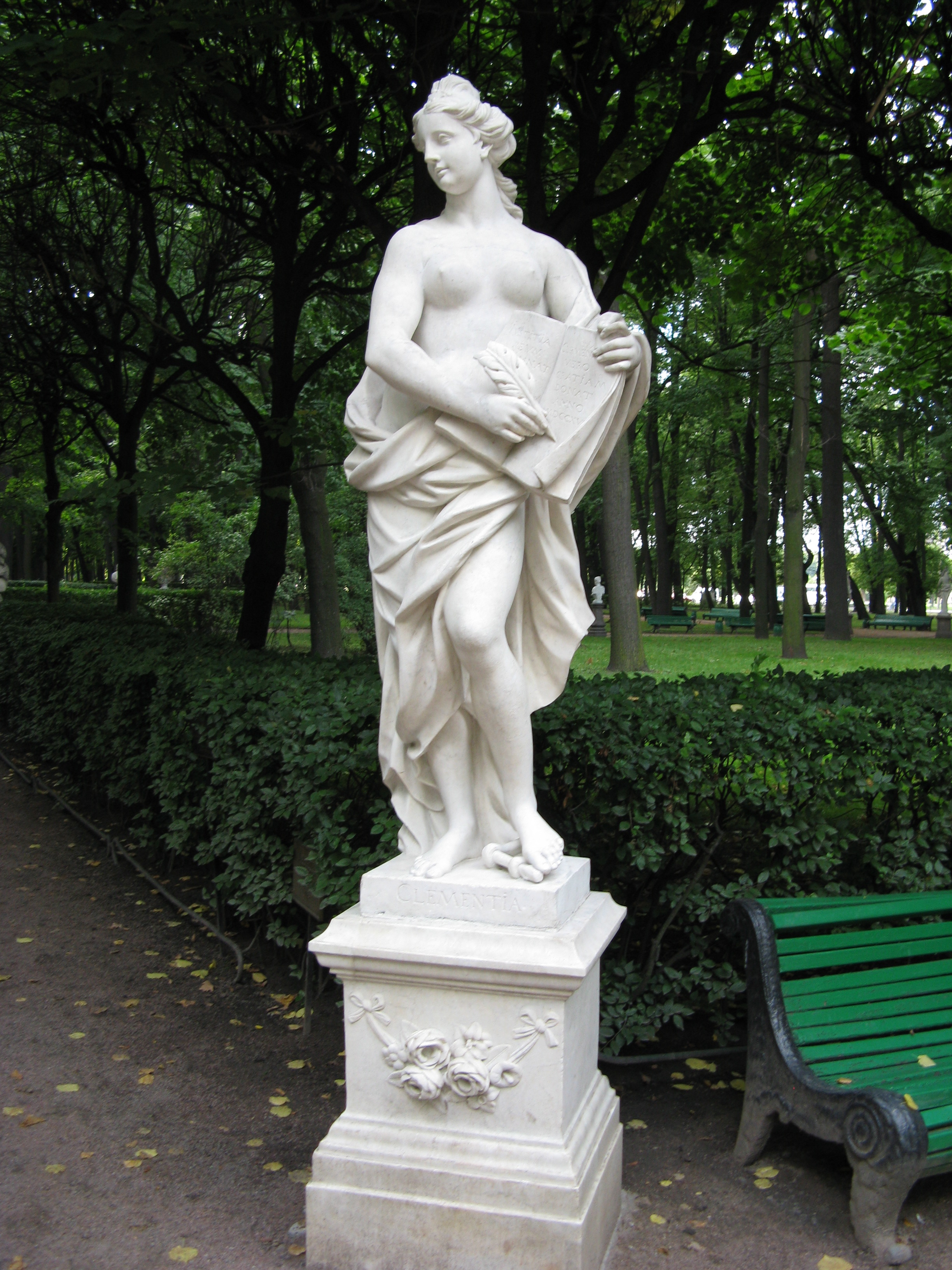
П'єтро Баратта, «Алегорія Торгівлі»
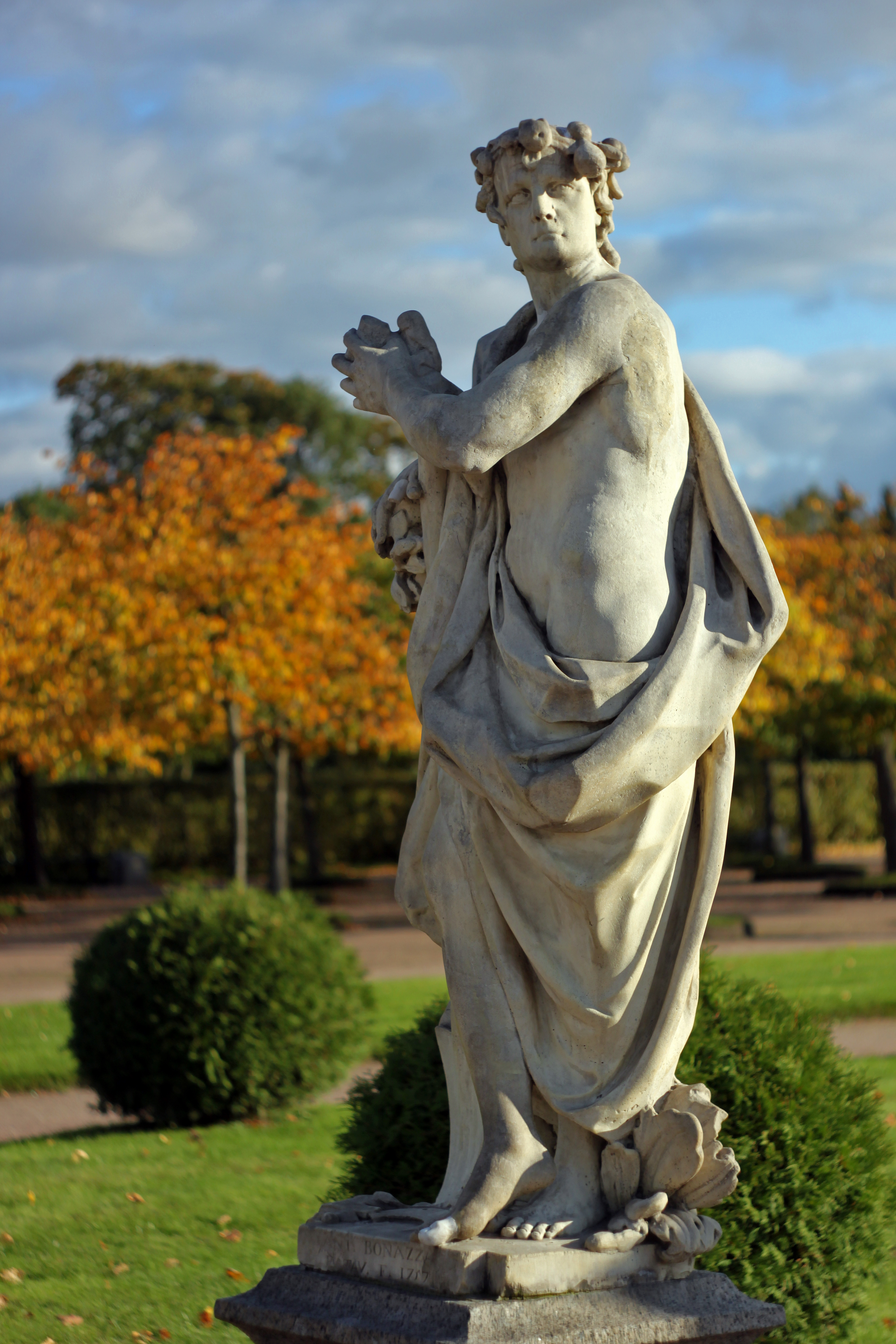
Ск. Антоніо Бонацца. «Вертумн, бог садів». Петергоф, Верхній сад.
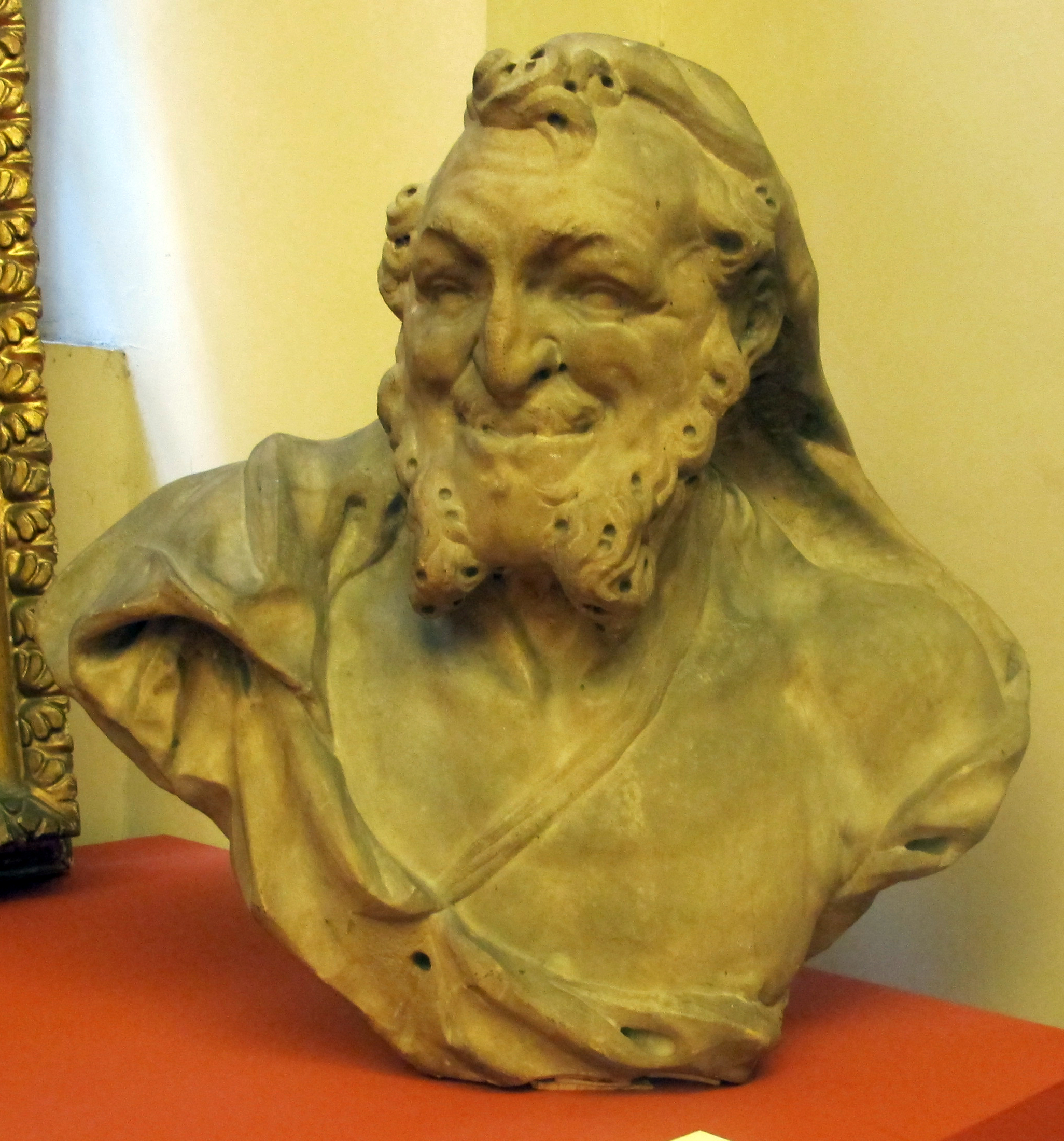
Джованні Бонацца. Філософ Демокріт, приватна збірка.
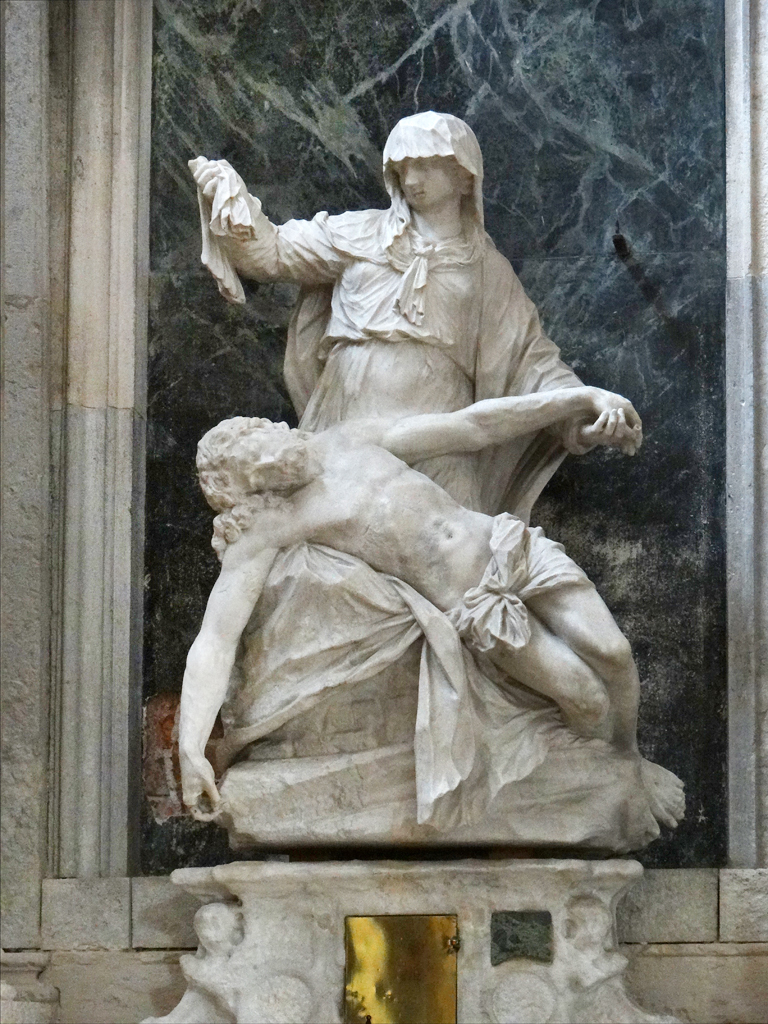
Джованні Марія Морлейтер. «Оплакування Христа», церква Св. Еуфімія

### Відомі скульптори інших країн
- Матьяш Бернард Браун (1684—1738), Австро-Угорщина
- Ігнац Франц Платцер (1717—1787), Австро-Угорщина
- Антуан Куазевокс (1640—1720), Франція
- П'єр-Етьєн Монно (1657—1733)
- Фердинанд Брокоф (1688—1731), Австро-Угорщина
- Георг Доннер (Георг Рафаель Доннер 1693—1741), Австро-Угорщина
- Лоренцо Матіеллі (Lorenzo Mattielli 1688—1748), Австро-Угорщина, Саксонія
- Франц Мессершмідт (1736—1783), Австро-Угорщина
- Гійом Кусту старший (1677—1746)
- Іван Георгій Пінзель (1707—1761), Україна
- Етьєн Моріс Фальконе (1716—1791), Франція
- Жан Антуан Гудон (1741—1828), Франція
- Карло Бартоломео Растреллі (1675—1744), Російська імперія
- Козловський Михайло Іванович (1753—1802), Російська імперія
- Мартос Іван Петрович (1754—1835), Російська імперія
- Шубін Федот Іванович (1740—1805), Російська імперія
- Алейжадінью (1738—1814), Бразилія
- Ламберт Сігізберт Адам (1700—1759), Франція
- П'єр Легро молодший (1666—1719)
- Георг Маркварт (рік нар. невід. — 1748 р.), Україна, Львів
- Жан Домінік Рашетт (1744—1809), Данія, Російська імперія

## Італійські гравери

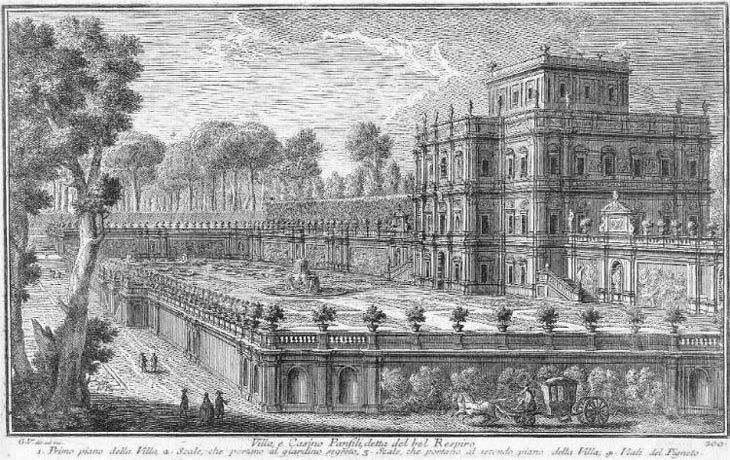
Джузеппе Вазі. «Вілла Памфілі»

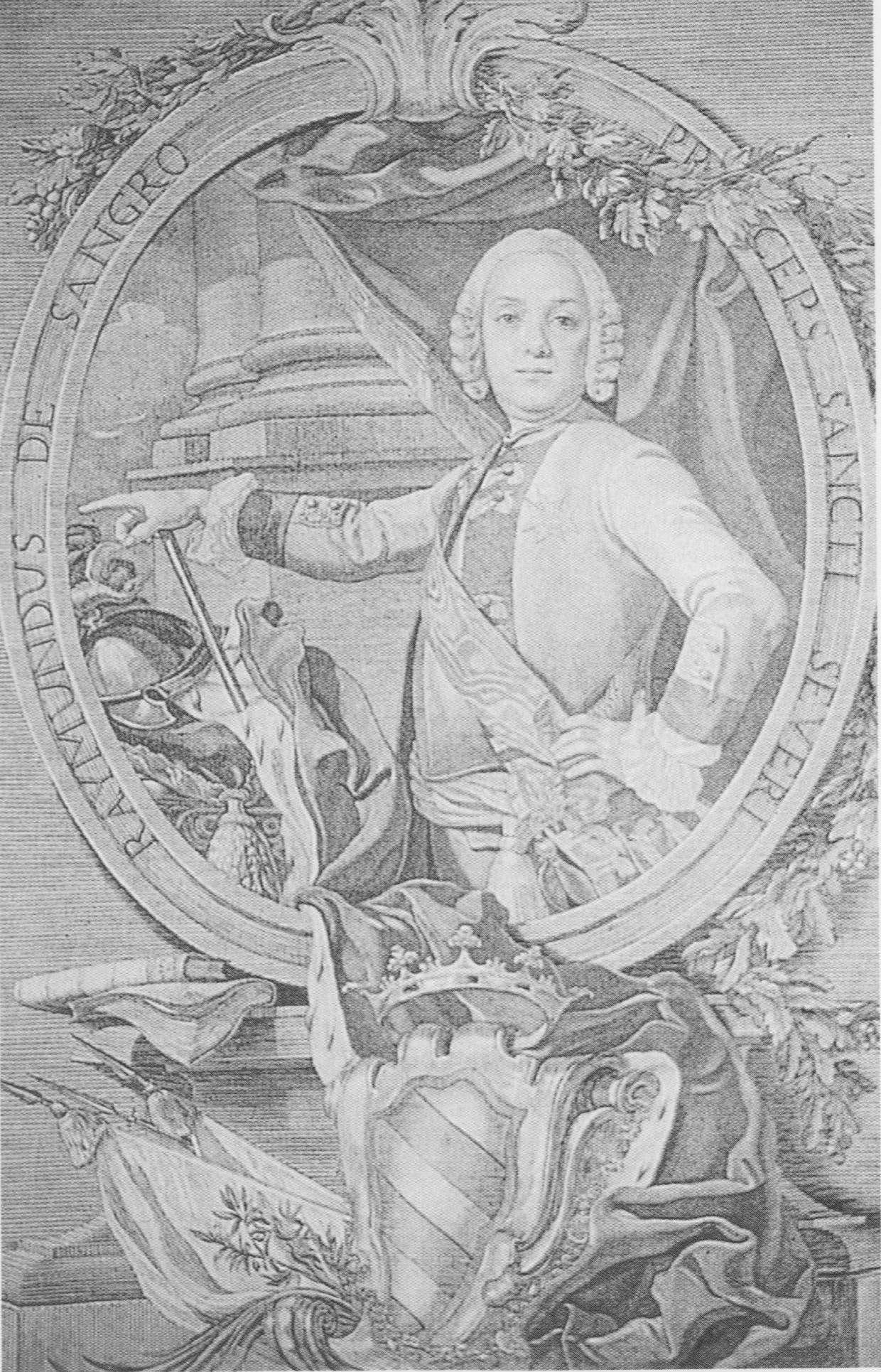
Гравер Джан Джузеппе Орілья, «Портрет Раймондо де Сангро», 1754 р.

- Лука Карлеваріс (Luca Carlevarijs 1663—1729)
- Джованні Баттіста Піранезі (Giovanni Battista Piranesi 1720—1778)
- Джузеппе Вазі (Giuseppe Vasi 1710—1782)
- Джан Джузеппе Орілья (Gian Giuseppe Origlia)
- Джованні Антоніо Каналь (Giovanni Antonio Canal 1697—1768)
- Джованні Баттіста Тьєполо (Giovanni Battista Tiepolo 1696—1770)
- Джованні Вольпато (Giovanni Volpato 1735—1803)

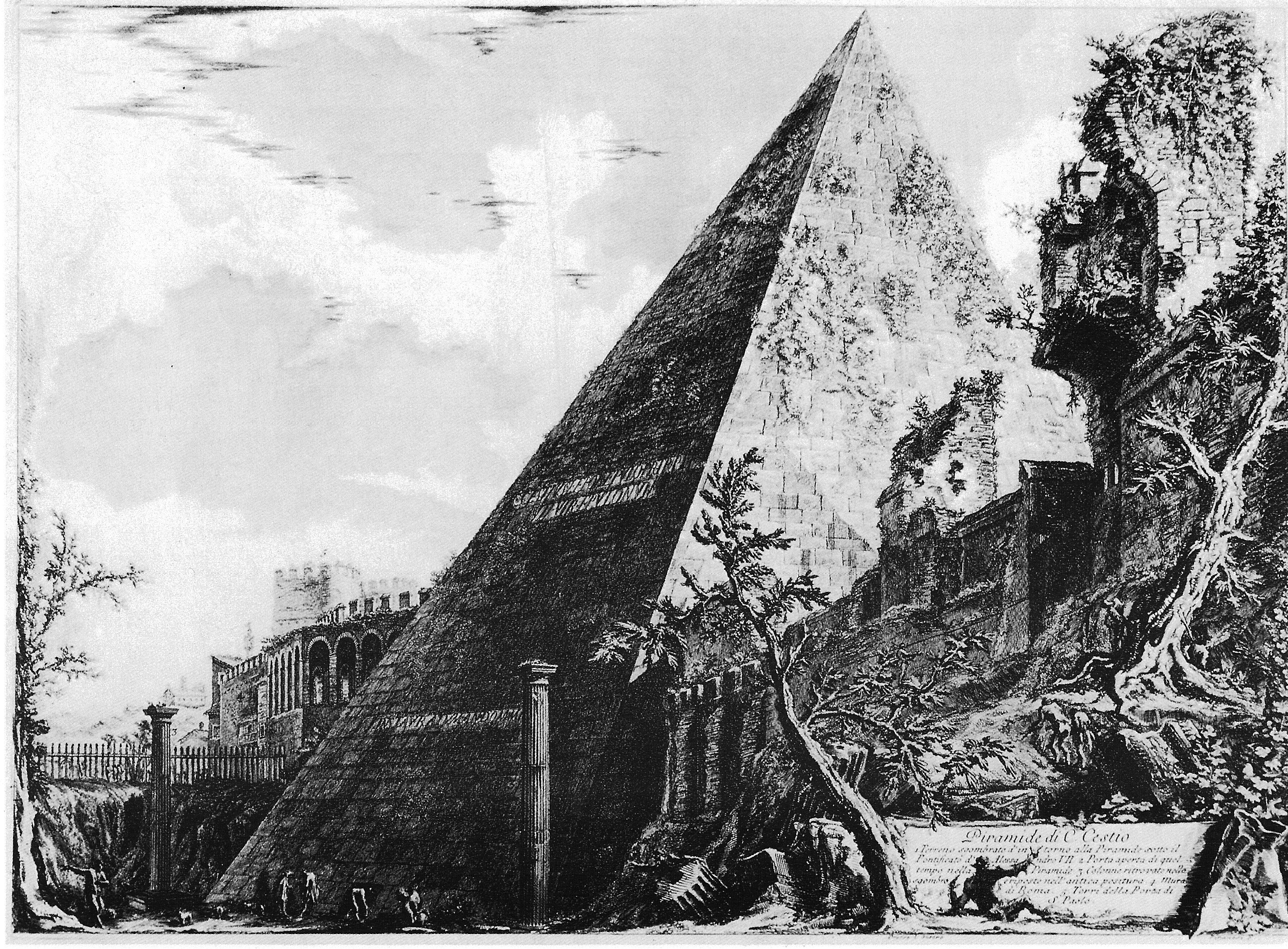
Піраміда Цестія
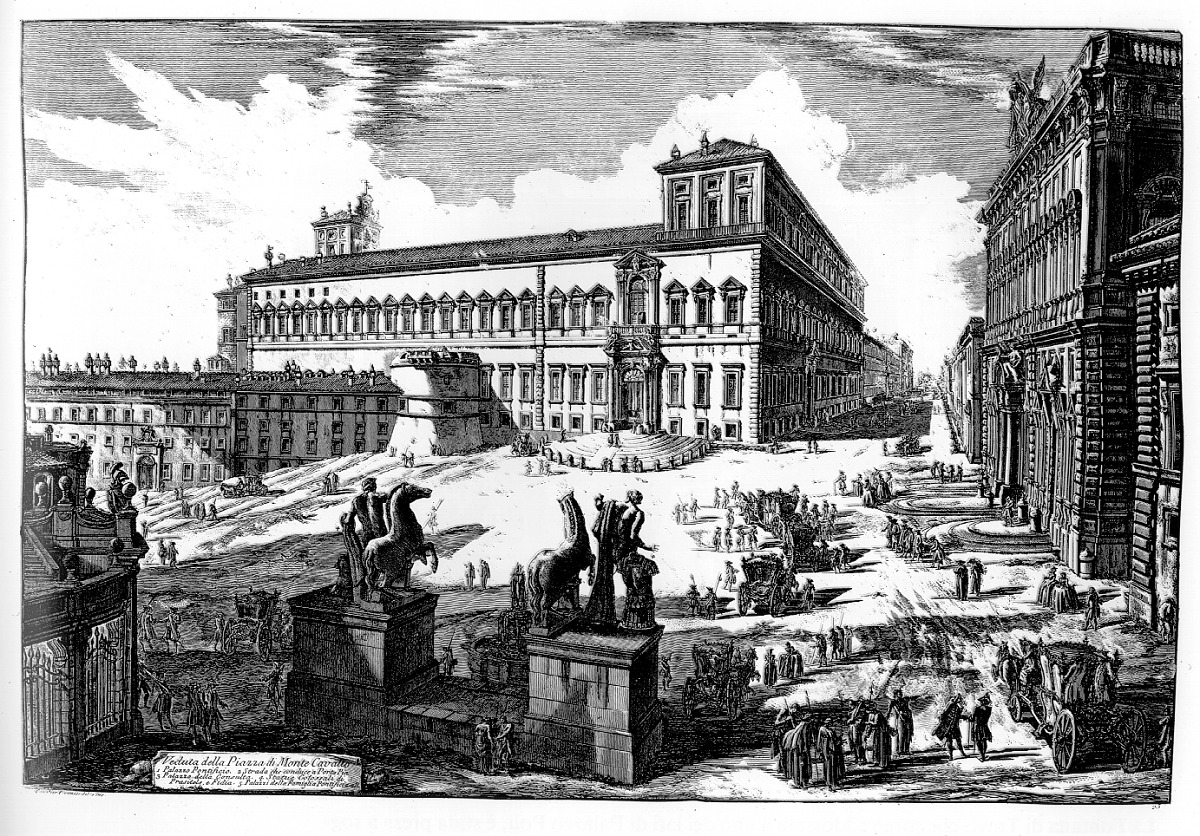
Квіринальський палац
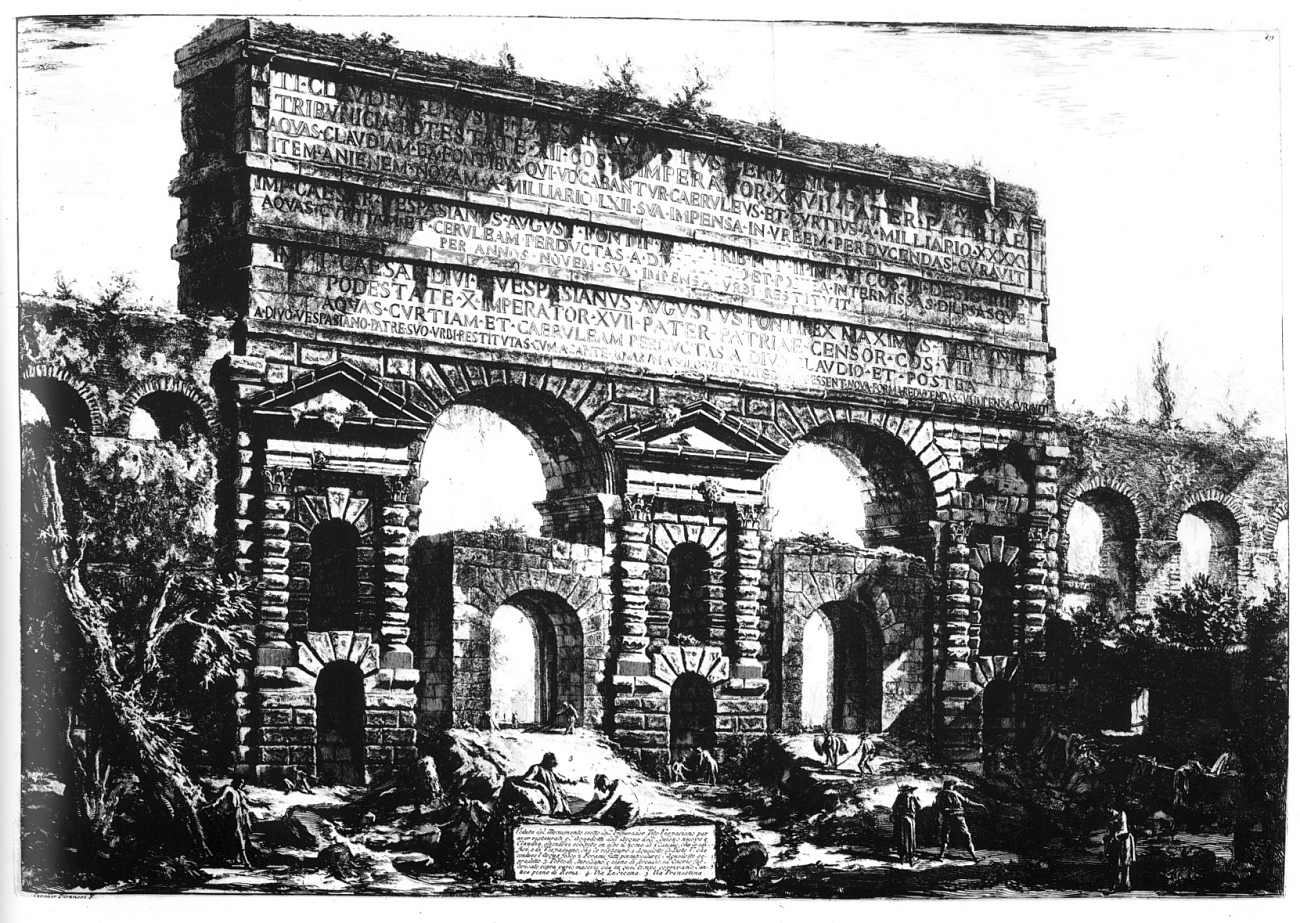
Рим, Порта Маджоре
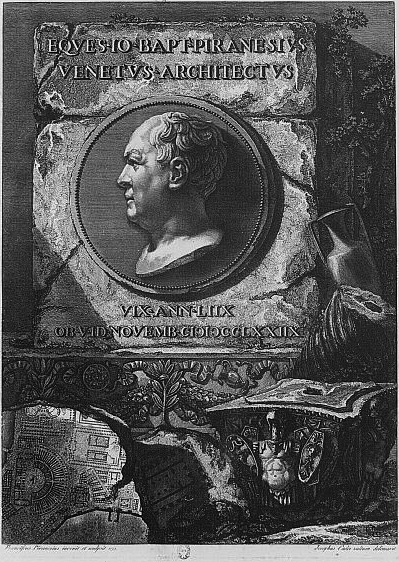
Портрет Піранезі 1756 р.
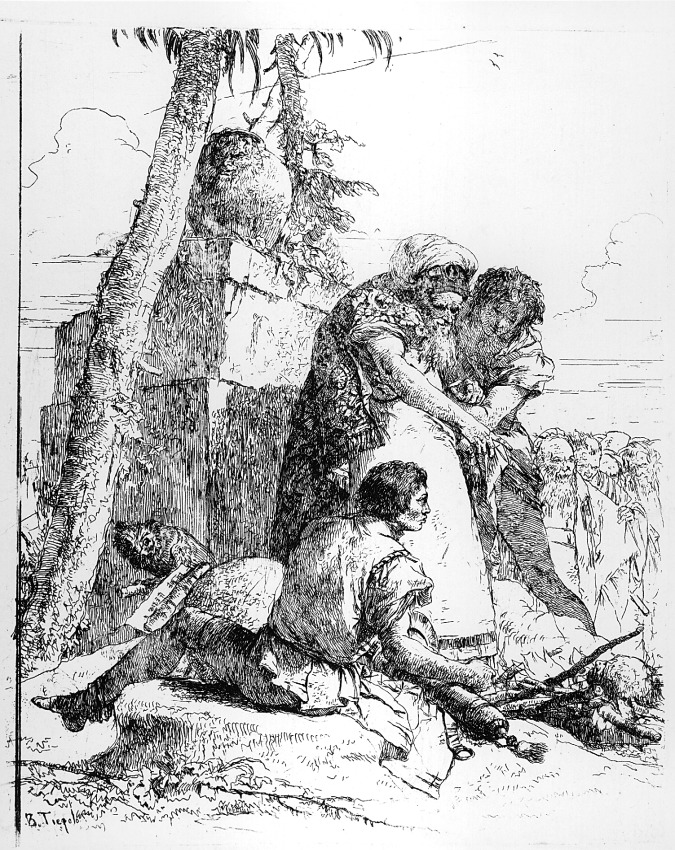
Джованні Баттіста Тьєполо «Маг і два юнака»
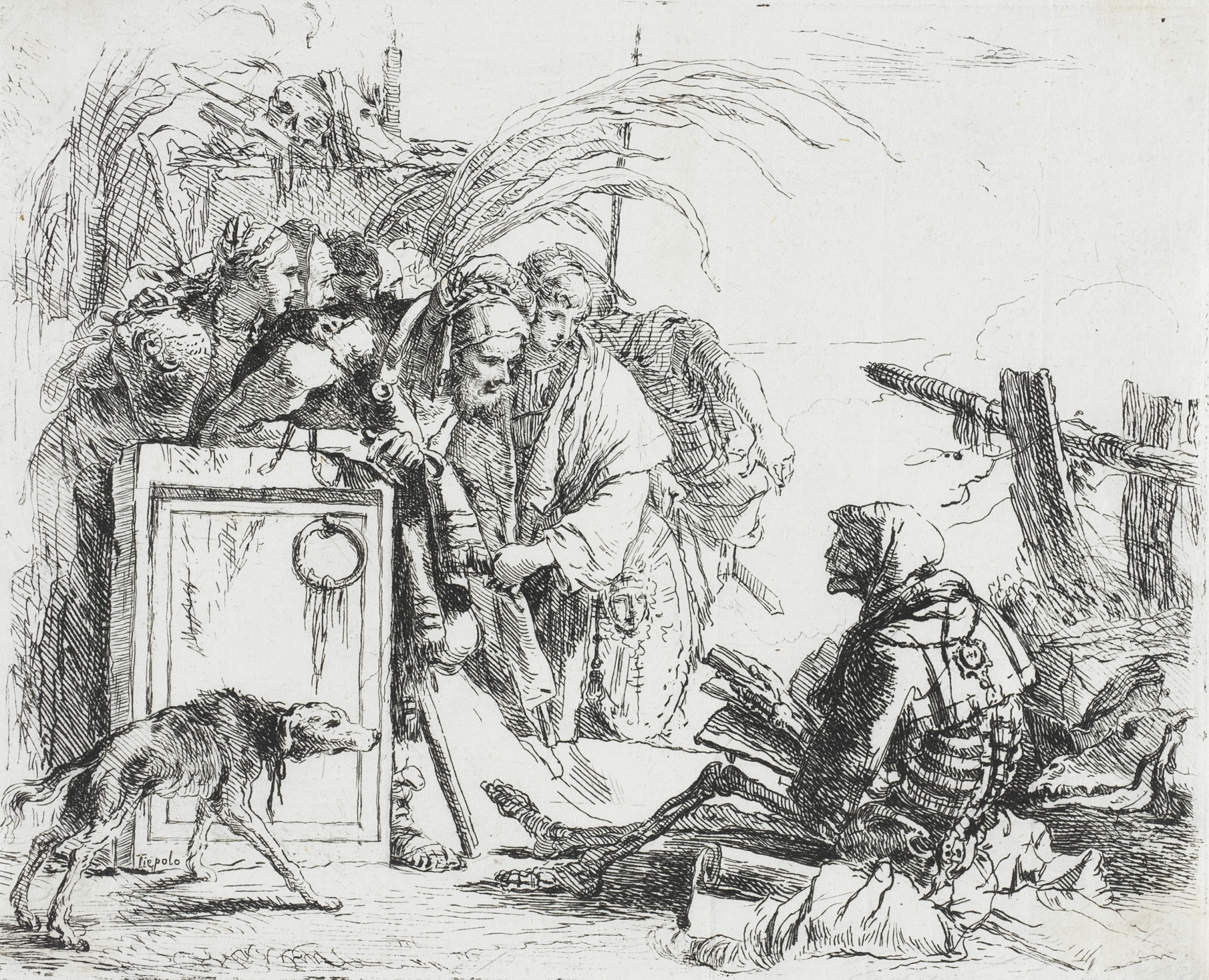
Джованні Баттіста Тьєполо, «Смерть перед слухачами»
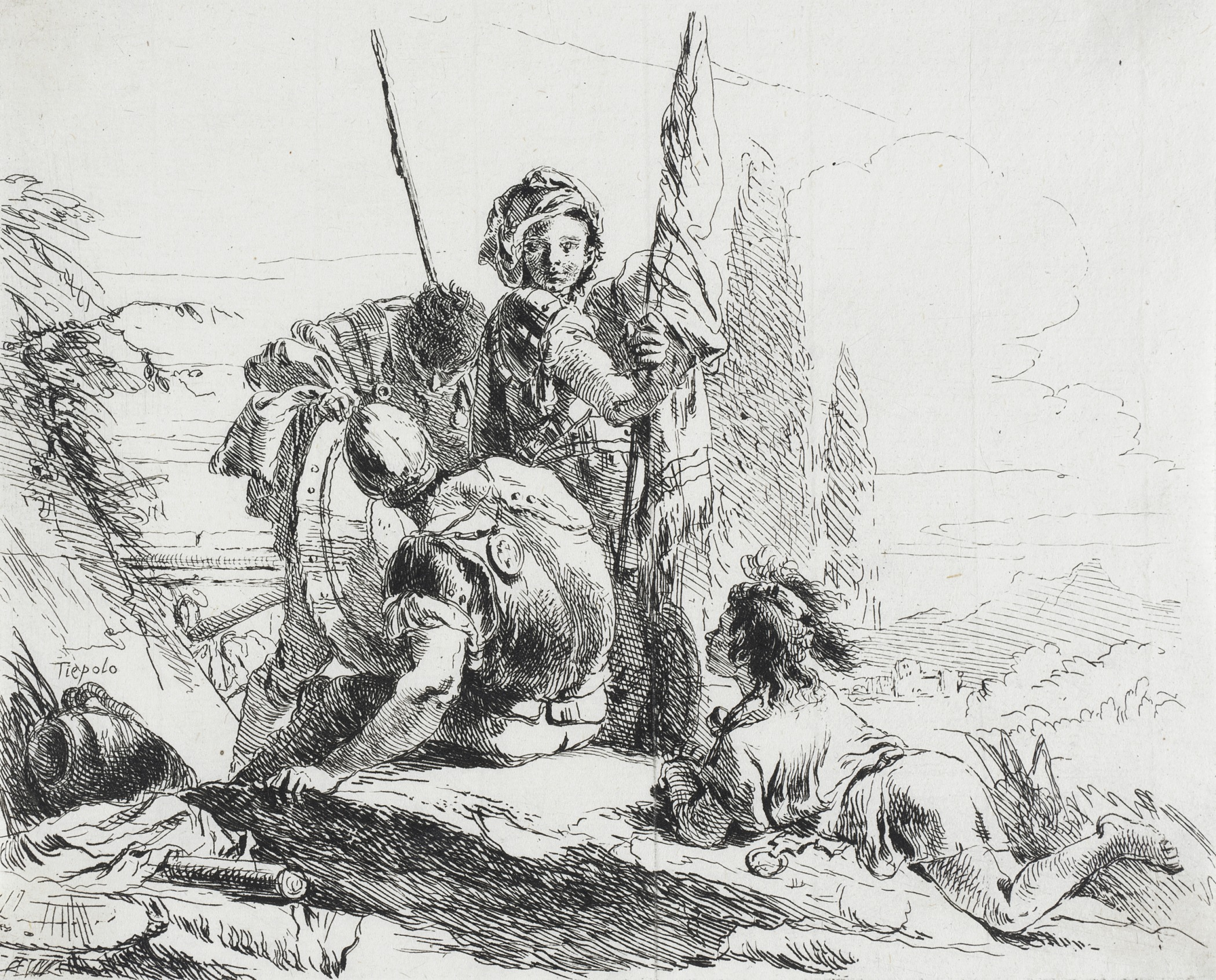
Джованні Баттіста Тьєполо, «Три вояки і юнак»
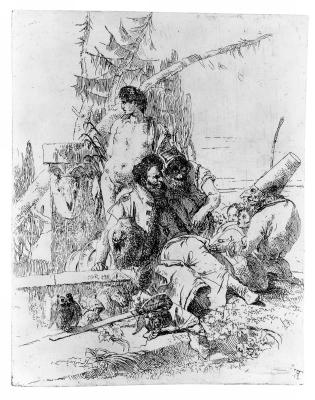
Джованні Баттіста Тьєполо,«Бесіда з Пульсінелло»

## Архітектори

### Відомі італійські архітектори
- Філіппо Ювара
- Луїджі Ванвітеллі
- Антоніо Рінальді
- Ніколо Сальві
- Гаетано Кьявері
- Ніколо Мікетті

### Відомі архітектори інших країн

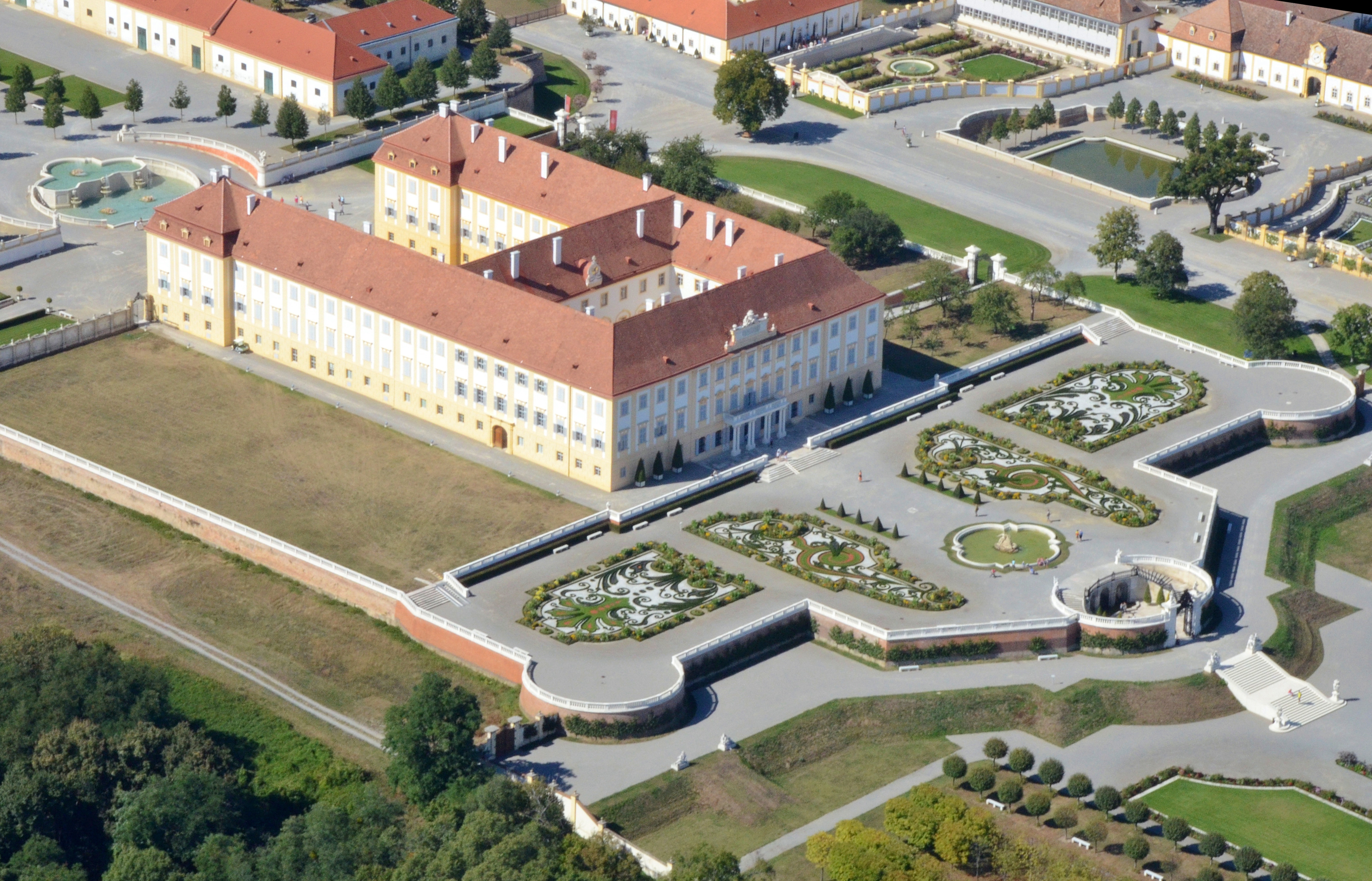
Йоган Лукас фон Гілдебрандт, замок Шлосс Хоф, Австрія.

- Тильман Ґамерський(1632—1706), Реч Посполита
- Ян Блажей Сантіні Айхл, (1677—1723), Австрійська імперія
- Бальтазар Нейман (1687—1753), Німеччина
- Йоган Бернгард Фішер фон Ерлах (1656—1723), Австрійська імперія
- Йоган Лукас фон Гілдебрандт (1668—1745), Австрійська імперія
- Антон Ерхард Мартінеллі (1684—1747), архітектор
- Франц Антон Пільграм(1699—1761), Австрійська імперія
- Крістоф Дінценгофер (1655—1722), Австрійська імперія
- Кіліан Ігнац Дінценгофер (1689—1751), Австрійська імперія
- Йоган Давид Штейнгрубер (1702—1787), Австрійська імперія
- Джузеппе Кастільйоне (1688—1766)
- Франческо Сабатіні (1722—1797), Іспанія, італієць за походженням
- Робер де Котт (1656—1735), Франція
- Жермен Бофран (1667—1754), Франція
- Ніколя Легран (1741—1791), Франція, Російська імперія
- Шарль де Вайї(1730—1798), Російська імперія
- Етьєн Луї Булле (1728—1799), Франція
- Паоло Фонтана(1696—1765), Реч Посполита
- Доменіко Мерліні(1730—1797), Реч Поспоита
- Якуб Кубицький (1758—1833), Реч Посполита

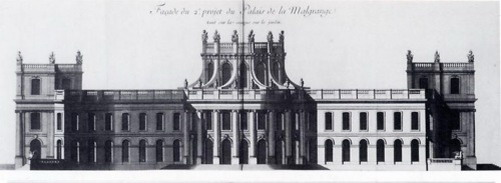
Жермен Бофран, замок Мальгранж, проєкт
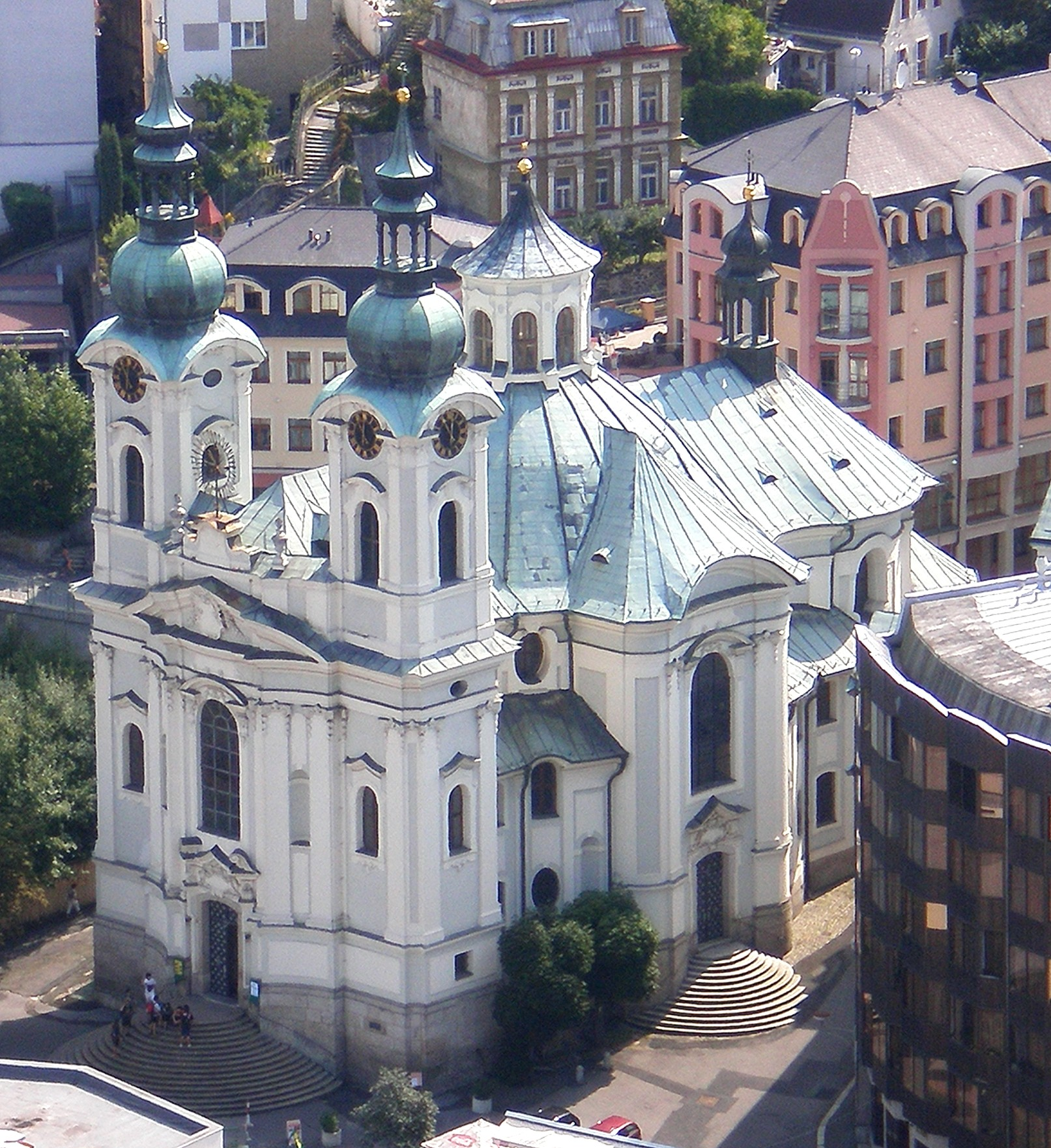
Кіліан Ігнац Дінценгофер, церква Марії Магдалини, Карлові Вари, Чехія
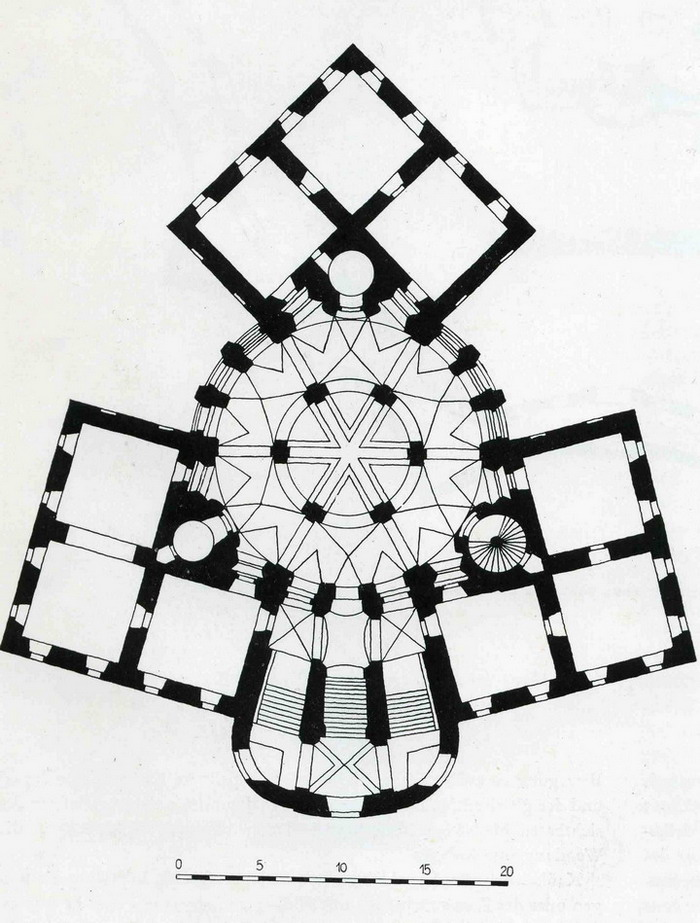
Ян Блажей Сантіні Айхл. План замку Карлова Коруна
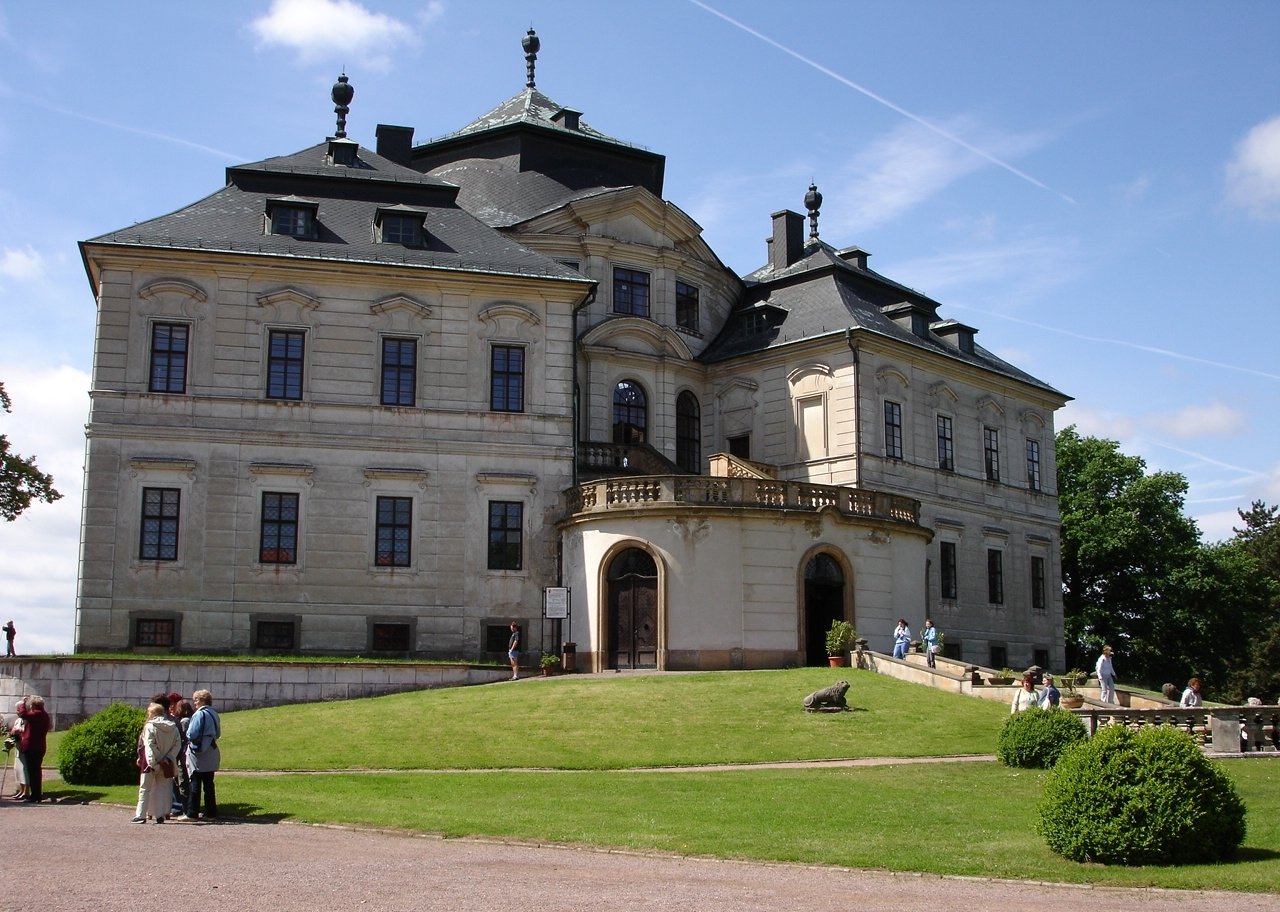
Замок-палац Карлова Коруна,Хлумец, Чехія.
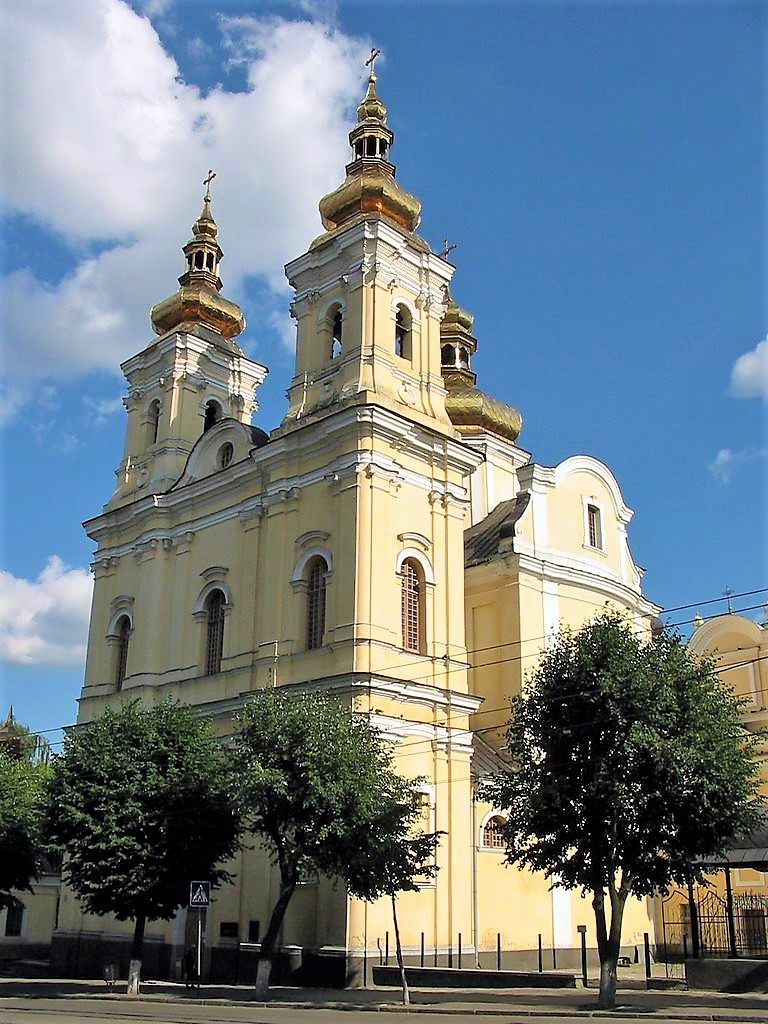
Паоло Фонтана, Спасо-Преображенський собор (Вінниця), Україна
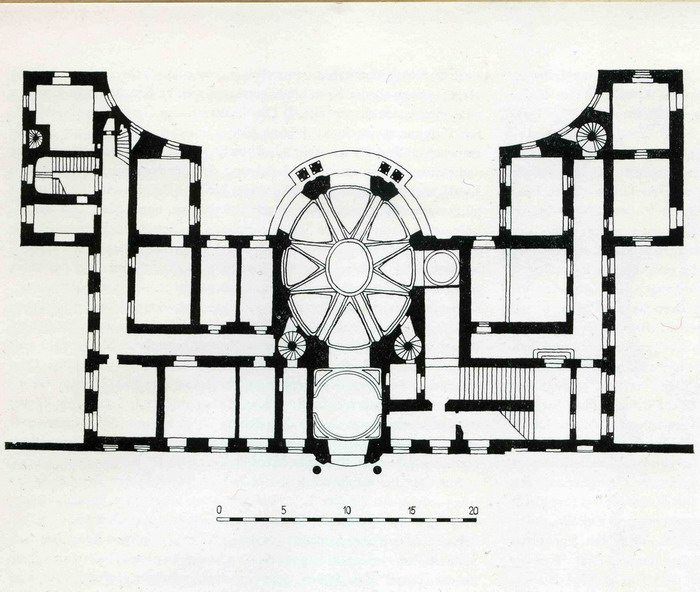
Джованні Алліпранді, палац Лобковицьких, Прага, 1703 р.
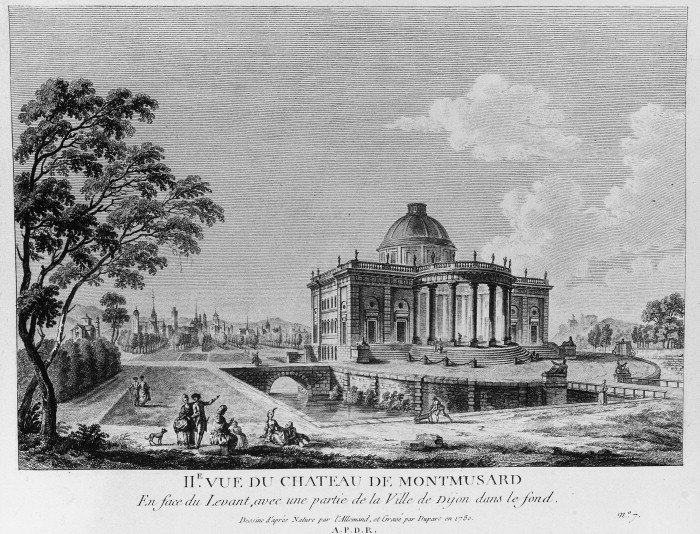
Шарль де Вайї, замок-палац Монмусар біля Діжона. Гравюра 1765 р.
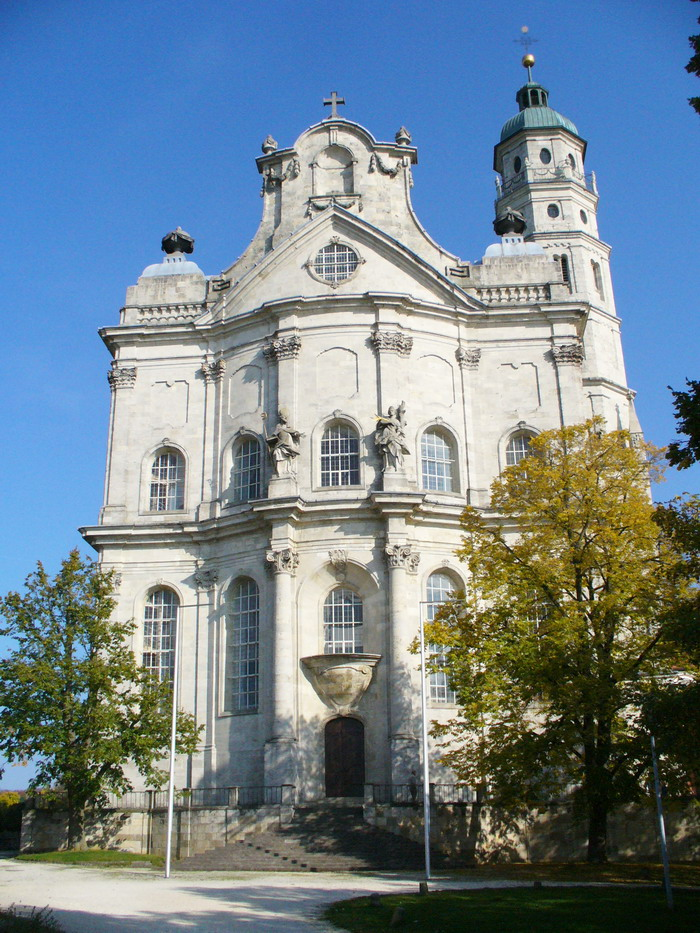
Бальтазар Нейман. Церква абатства Neresheim
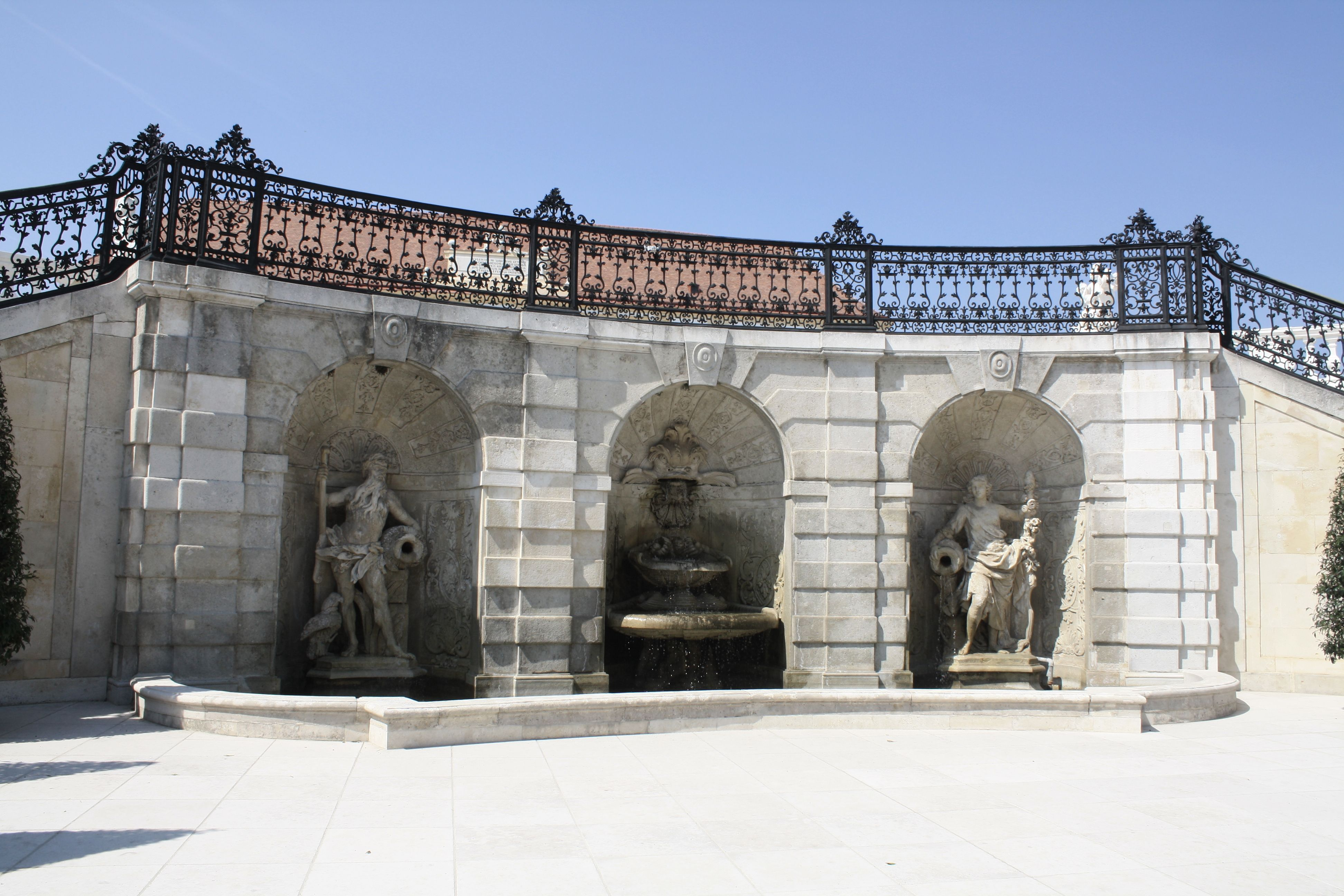
Йоган Лукас фон Гілдебрандт, фонтан, Шлосс Хоф.
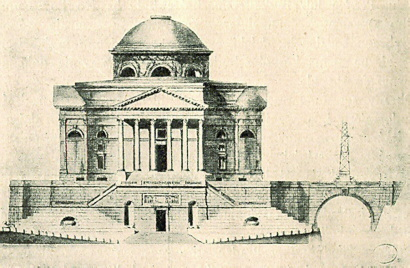
Якуб Кубицький. Проєкт храму Божого Провидіння для Варшави, 1792 р.

### Відомі архітектори Російської імперії
- Доменіко Трезіні (1670—1734)

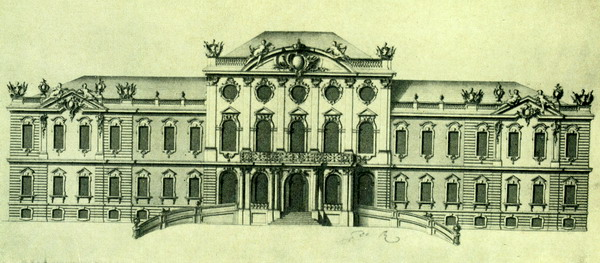
Вартоломей Растреллі. Палац в селі Покровському, фасад, 1752 р.

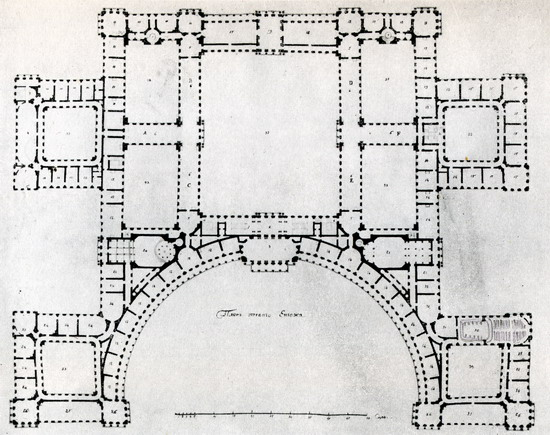
Старов Іван Єгорович. Умовний план військового училища, 1769 р.

- Вартоломей Растреллі (1700? — 1771)
- Земцов Михайло Григорович (1684—1743)
- Йоган-Ґоттфрід Шедель (1680—1752)
- Квасов Андрій Васильович (1720—1770)
- Григорович-Барський Іван Григорович (1713—1791)
- Ковнір Степан Дем'янович(1695—1786)
- Чевакинський Савва Іванович (1713—1774 ?)
- Ухтомський Дмитро Васильович()(1719—1784)
- Кокорінов Олександр Філіпович (1726—1772)
- Антоніо Рінальді (1710? — 1794)
- Баженов Василь Іванович(1737—1799)
- Старов Іван Єгорович(1744—1808)
- Чарльз Камерон(1743 ? — 1812)
- Джакомо Кваренгі (1744—1817)
- Луїджі Руска (1762—1822)
- Казаков Матвій Федорович (1738—1812)
- Бланк Карл Іванович (1728—1793)
- Юрій Фельтен (1730—1801)
- Тома де Томон (1760—1813)
- Львов Микола Олександрович (1751—1803)
- Франческо Кампорезі (1747—1831)

## Відомі за документами садівники Російської імперії

Олександр Леблон. Водний партер для Стрельни, проєкт.

- Олександр Леблон(1679—1719)
- Ян Роозен, Літній сад
- Деніс Брокет
- Філіп Пермяков
- Ф. Аргунов — сад садиби Кусково
- Вартоломей Растреллі(1700? — 1771)
- Антоніо Рінальді (1710? — 1794)
- Львов Микола Олександрович (1753—1804)
- Болотов Андрій Тимофійович (1738—1733)
- Джакомо Тромбаро, сад садиби Архангельське
- П'єтро Гонзага (1751—1831)

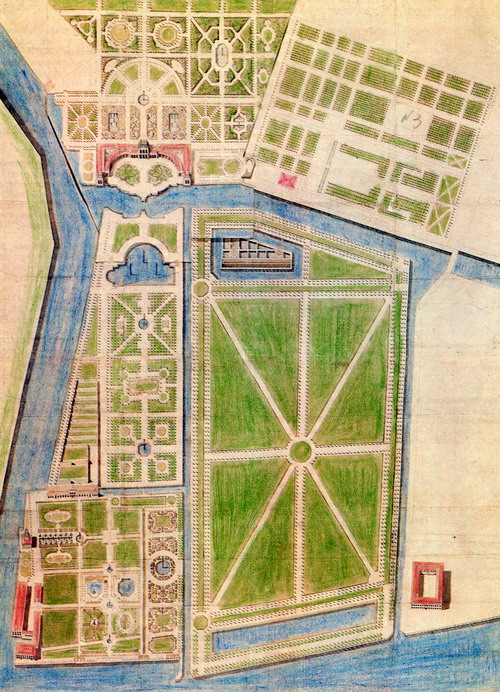
Олександр Леблон. Проєкт збільшення Літнього саду. 1717 р.
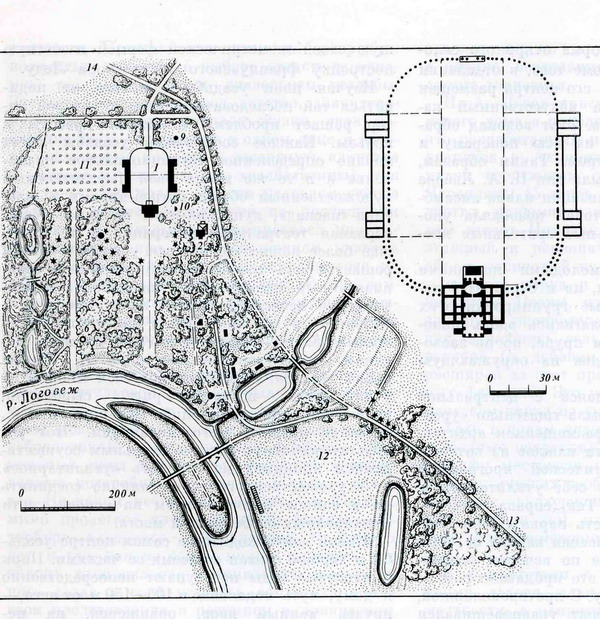
Львов М.О. Генплан і парк  садиби Знаменське-Райок, 1787 р., Тверська область
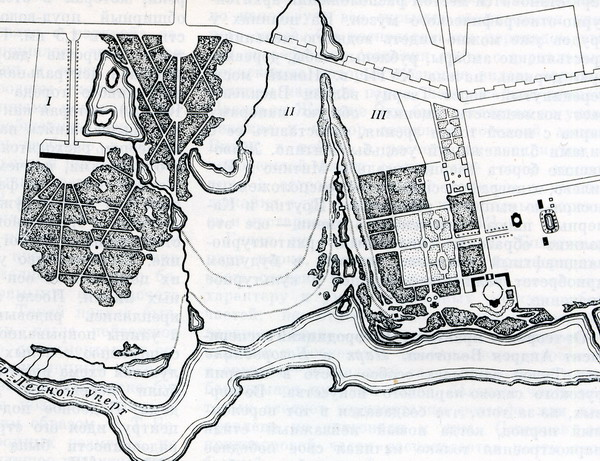
Болотов Андрій Тимофійович, парк садиби в Богородицьку, 1785 р.

## Художники

### Художники Російської імперії
- Зубов Олексій Федорович (1682—1751), гравер
- Ростовцев Олексій Іванович (бл. 1690— бл.1746), гравер
- Никитін Іван Микитович (бл. 1690— бл.1742)
- Іван Якович Вишняков (1699—1761)
- Луї Каравак (1684—1754)
- Антропов Олексій Петрович (1716—1795)
- Федір Степанович Рокотов (1735? — 1808)
- Якоб Штелін (1709—1785)
- Левицький Дмитро Григорович (1735—1822)
- Боровиковський Володимир Лукич (1757—1825)
- Рокотов Федір Степанович (1735? — 1808)
- Лосенко Антон Павлович (1737—1773)

### Художниці 18 століття
- Розальба Карр'єра (1675—1757)
- Елізабет Віже-Лебрен (1755—1842)
- Лабіль Гійяр (1749—1803)
- Анна Вальє Косте
- Марґеріт Жерар (1761—1837)

### Художники Італії
- Джованні Баттіста Тьєполо (1696—1770)
- Джованні Доменіко Тьєполо (1727—1804), старший син Джованні Баттіста Тьєполо
- Донато Креті (1671—1749)
- Марко Бенефіал (1684—1764)
- Якопо Амігоні (1682—1752)
- Розальба Кар'єра (1675—1757)
- Джованні Паоло Паніні (1691—1765)
- Джузеппе Боніто (1707—1789)
- П'єтро Ротарі (1707—1762)
- Франческо Цуккареллі (1702—1788), пейзажист, театральний декоратор
- Бартоломео Назарі (1699—1758), портретист
- Белотто Бернардо (1720—1780)
- Джованні Баттіста Піранезі (1720—1778)
- Помпео Батоні (1708—1787)
- П'єтро Лонгі (1702—1785)
- Себастьяно Чеккаріні (1703—1783)
- Карло Маджині (1720—1806)
- Франческо Гварді (1712—1793)
- Санто Прунаті (1652—1728)
- Гаетано Гандольфі (1734—1802)батько
- Мауро Гандольфі (1764—1834)син
- Бернардо де Домінічі (1683—1759), художник, історіограф
- Марко Річчі (1656—1730), художник і сценограф
- Антоніо Джолі (1700—1777), художник

### Художники Західної Європи

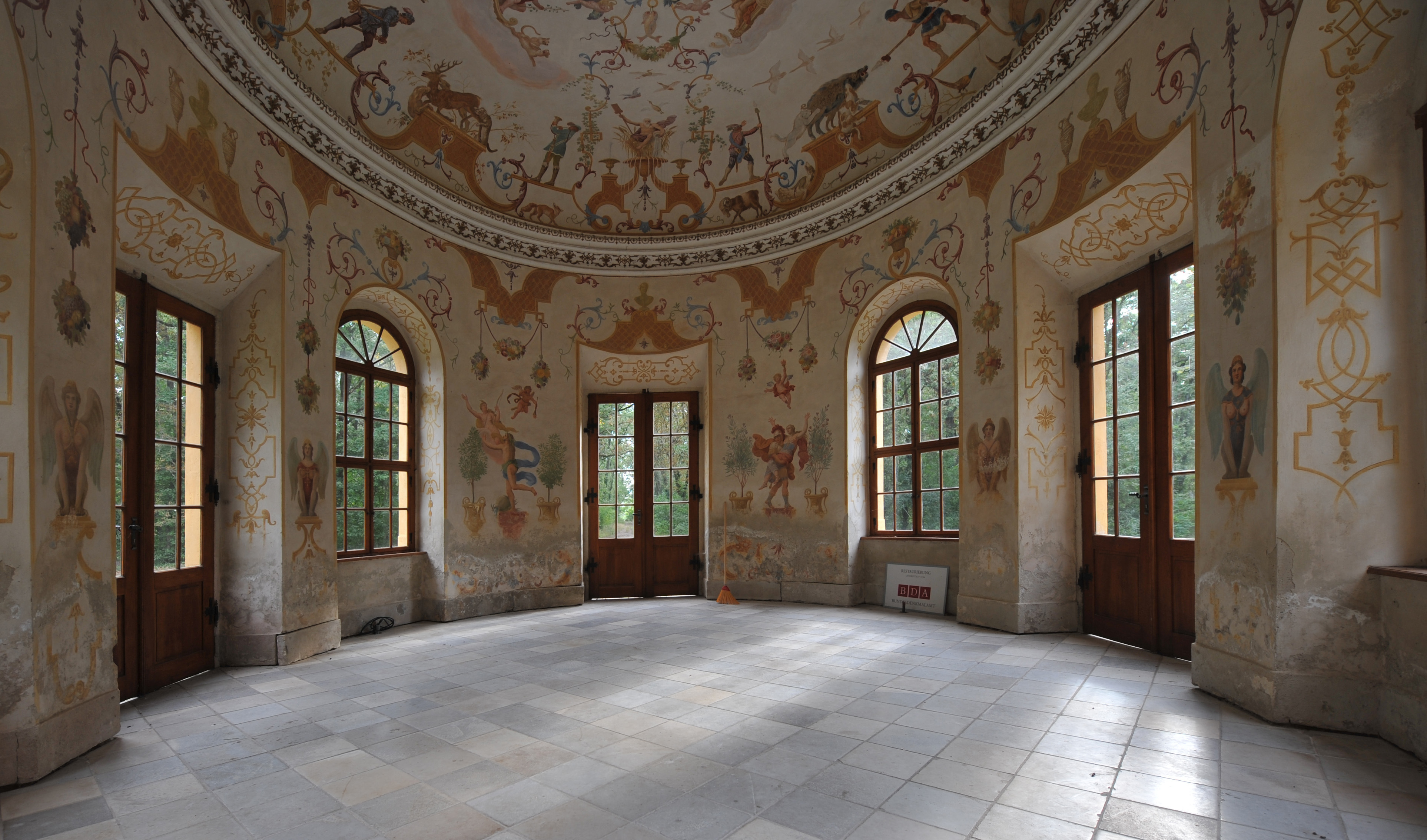
Замок Оберзібенбрунн, Австрія, архітектор Йоган Лукас фон Гілдебрандт (1668—1745), парковий павільйон, худ. Йонас Дрентвет, гротески.

- Олександр Рослін (1718—1793)
- Луїс Мелендес (1716—1780)
- Франсіско Байєу
- Грегоріо Ферро (1742—1812)

### Німецькі і німецькомовні художники(-ці)
- Крістиан Беренц (1658—1722)
- Ян Купецький (1667—1740)
- Георг Лішевський (1674—1750)
- (Крістіан Фрідріх Рейнгольд 1721—1794)
- Анна Розіна де Гаск (до шлюбу Лішевська 1713—1783)
- Крістіан Лішевський
- Йонас Дрентвет (1656—1736)
- Йоган Лукас Кракер (1717—1779)

### Художники Франції
- Клод Жилло (1673—1722)
- Антуан Ватто (1684—1721)
- П'єр Сюблейра (1699—1749)
- Ніколя де Ларжильєр (1656—1746)
- Гіацинт Ріґо (1659—1743)
- Жан-Батіст Удрі (1686—1755)
- Франсуа Буше (1703—1770)
- Жан-Батіст Перроно (1715—1783)
- Ніколя-Гай Брене (1728—1792)
- Жан-Оноре Фрагонар (1732—1806)
- Жак де Лажу молодший (1686—1861)
- Жан-Батист Реньо (1754—1829)
- Жак-Луї Давід (1748—1825)
- Гюбер Робер (1733—1808)

### Британські художники
- Вільям Хогарт (1697—1764)
- Френсіс Хейман (1708—1776)
- Томас Гейнсборо (1727—1788)
- Джошуа Рейнольдс (1723—1792)
- Джордж Ромні (1734—1802)
- Френсіс Котс (1726—1770)
- Вільям Гамільтон ()
- Бенджамін Вест (1732—1820)
- Томас Хадсон (художник) (1701—1779)
- Йосип ван Акен (1699—1749)
- Джон Хопнер (1758—1810)

### Художники і графіки Японії

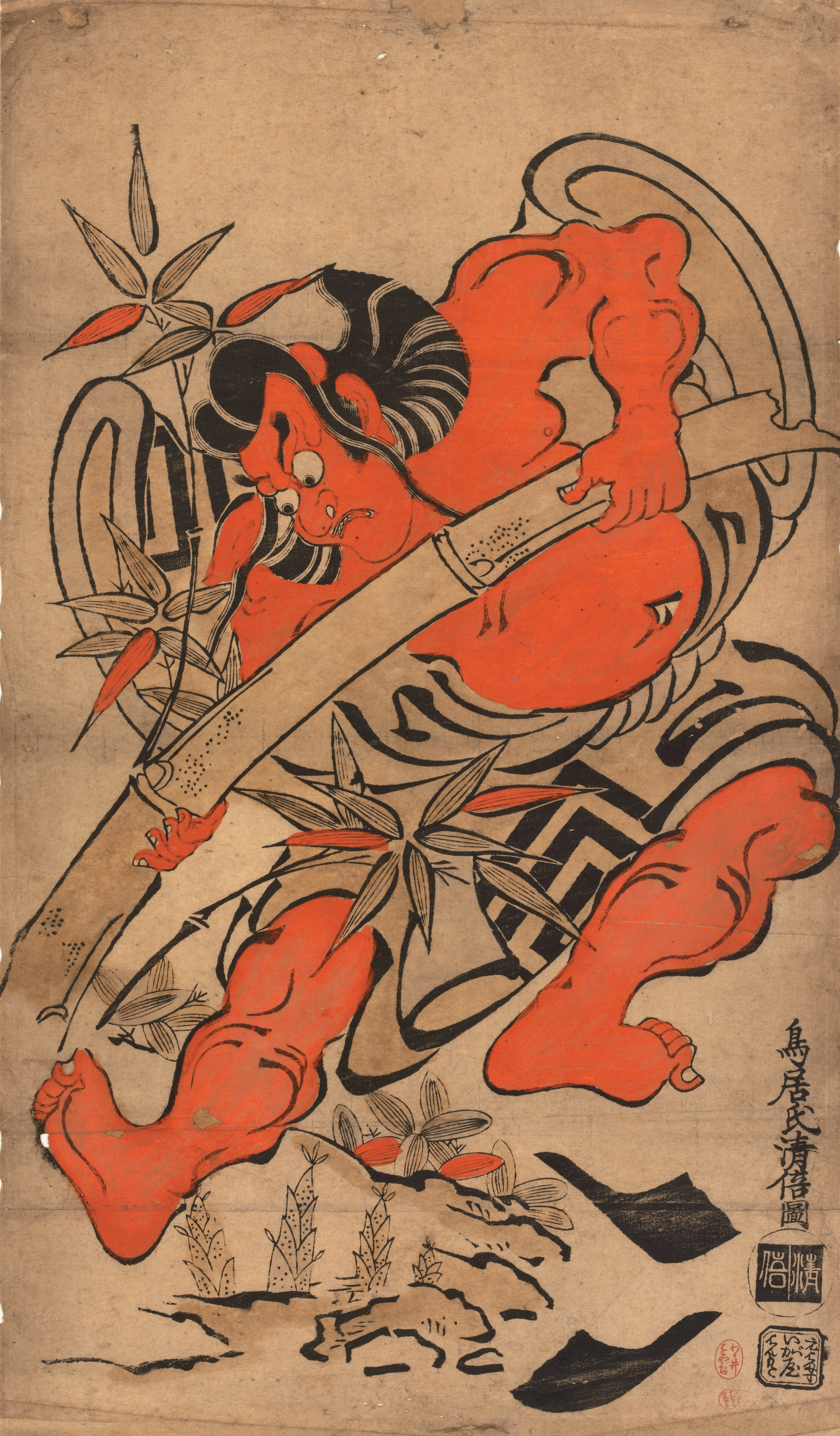
Торії Кійомасу. «Іцикава Дандзюро 1-й в ролі Такенукі Горо».

- Торії Кійонобу Старший (鳥居 清信, 1664—1729 ?)
- Харунобу Судзукі (鈴木春信, 1725 ?—1770)
- Кацукава Сюнсо (勝川 春章, 1726—1793)
- Іпіцусай Бунтьо (筆斎文調, 1725—1794)
- Кітаґава Утамаро (喜多川歌麿, 1753—1806)
- Мацумура Ґосюн (松村 呉春, 1752—1811)
- Торії Кійомасу (鳥居清重, 1667 ?—1722)
- Окумура Тосінобу (бл. 1717—1742)
- Ран'ейсай Асікуні (1775—1820)

## Видатні літератори України
- Мазепа Іван Степанович
- Іван Котляревський
- Григорій Сковорода

## Відомі авантюристи та авантюристки
- Джакомо Казанова (1725—1798)
- Княжна Тараканова
- Єлизавета Чудлей
- Граф Каліостро
- Емма Гамільтон (Леді Гамільтон)
- Омелян Пугачов
- Граф Сен Жермен
- Шевальє д'Еон
- Наполеон Бонапарт